# Liste der Baudenkmäler in Memmingen
Auf dieser Seite sind die Baudenkmäler in der schwäbischen kreisfreien Stadt Memmingen zusammengestellt. Diese Tabelle ist eine Teilliste der Liste der Baudenkmäler in Bayern. Grundlage ist die Bayerische Denkmalliste, die auf Basis des Bayerischen Denkmalschutzgesetzes vom 1. Oktober 1973 erstmals erstellt wurde und seither durch das Bayerische Landesamt für Denkmalpflege geführt wird. Die folgenden Angaben ersetzen nicht die rechtsverbindliche Auskunft der Denkmalschutzbehörde.

## Ensemble Altstadt Memmingen

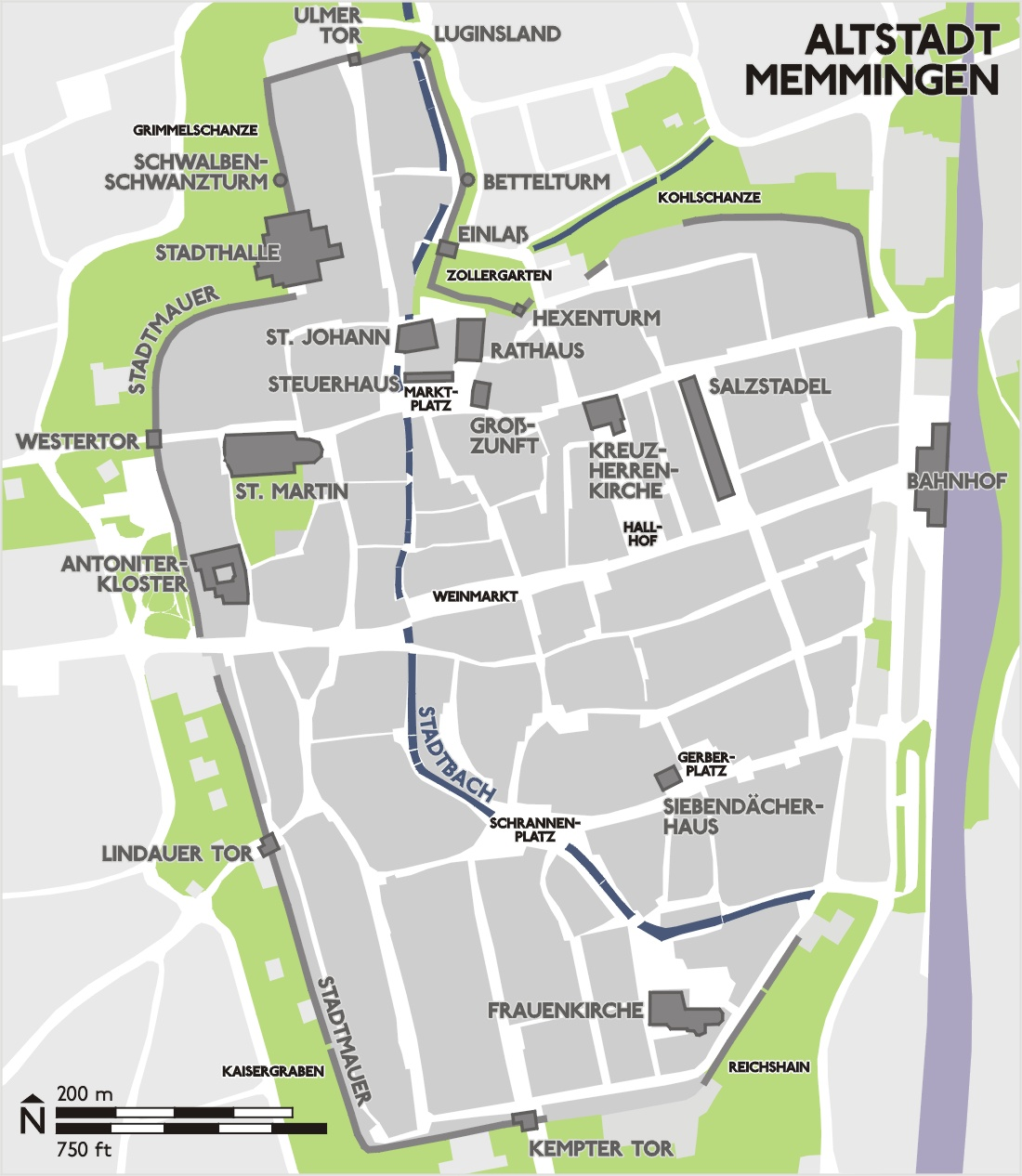
Altstadt Memmingen

Der historische Stadtraum der ehemaligen Reichsstadt Memmingen, wie er sich innerhalb der hoch- und spätmittelalterlichen Stadtmauer entwickelt hat, ist ein Ensemble. Seine Umgrenzung ist durch den Straßenring gegeben, der die Form der ehemaligen, aus der Zeit des Dreißigjährigen Krieges stammenden Sternschanzanlagen umschreibt. In Bausubstanz und Anlage der Altstadt sind selbst die frühesten Phasen der historischen Entwicklung noch erkennbar.
Gründungsgeschichtlich gehört Memmingen in die Reihe der an einer Salzstraße liegenden Städte des 12. Jahrhunderts, die, von einer Territorialmacht als wirtschaftliche und politische Stützpunkte begründet und ausgebaut, primär für die Handelsware Salz einen sicheren Stapelplatz hinter Mauern garantieren sollten. Mit der Gründung dieser Stadt um 1160 setzte Herzog Welf VI. den westlichsten strategischen Punkt einer Kette von Markt- und Durchgangsorten in exponierter Verkehrslage, die etwa gleichzeitig gegründet und befestigt wurden: Landsberg am Lech, München, Wasserburg am Inn. Hinter dieser „Salzachse“ stand die wirtschaftliche Absicht, den Salztransport von Salzburg nach Westen durch rein welfisches Gebiet zu führen. Für Memmingen entstand auf Grund seiner spezifischen Verkehrslage, gleichzeitig auch Kreuzungspunkt der Salzstraße ins Bodenseegebiet mit dem Handelsweg aus dem Rhein-Neckar-Land zum und über den Fernpass nach Italien zu sein, ein äußerst günstiges wirtschafts- und handelspolitisches Kräftefeld, das bereits in frühmittelalterlicher Zeit den Ausschlag für die spätere wirtschaftliche und kulturelle Blüte gegeben hat. Die Stadtgründung setzte allerdings siedlungs- und verkehrspolitische Traditionen voraus, die bis in die Römerzeit zurückreichen. Einer der römischen Burgi, die bereits die alte Italienstraße sicherten, wurde unter der Memminger Martinskirche ergraben. Die alemannische Siedlung, der Memmingen seinen Namen verdankt, wird östlich, bei Memmingerberg, vermutet. Ein karolingischer Königshof dürfte wieder im Gebiet der späteren Stadt, in der Nähe des Elisabethenklosters gelegen haben.
Typologisch handelt es sich bei Memmingen um eine Gründungsstadt, in der sich gewachsene unregelmäßige und planvoll angelegte Stadtteile additiv oder überlagernd zusammenfügen, umgeben von einem geschlossenen Mauergürtel. Die Kreuzungspunkte der Straßen sind als markante Ost-West- und Nord-Süd-Achsen noch im Grundriss enthalten, wie überhaupt die Grund- und Aufrissstruktur des Stadtkörpers sich an Hauptverkehrsstraßen orientiert.
In großen Komplexen, die jeweils durch eine vollständige Stadtbefestigung ausgewiesen waren, hat sich die Entwicklung der Stadt vollzogen. Die Welfenstadt als Gründungsstadt des 12. Jahrhunderts umfasste das Gebiet um den Marktplatz und die Martinskirche, wurde vom künstlich angelegten Stadtbach in zwei ungleiche Hälften zerlegt und war in der Form eines Rechtecks mit abgerundeten Ecken ganz ummauert; die Dimension ergab sich aus der Ost-West-Achse mit 350 und der Nord-Süd-Achse mit 250 Meter Länge. In der Süd-West-Ecke des Terrains, etwa auf dem Gebiet des nachmaligen Antonier-Ordenshauses, stand die Burg Welfs VI. Der Platz der Stadtkirche St. Martin war sicher durch ältere Anlagen vorherbestimmt. Auf ihre beherrschende Stellung wird der östlich anschließende Straßenmarkt bezogen gewesen sein, der sich nach steil abfallendem und engem Zugang zur am höchsten Punkt der Stadt liegenden Kirche mit Burg breitrechteckig in der Ebene entwickelte; hier treffen Gassen und Grundstücke ungefähr konzentrisch zusammen. Die Welfenstadt hatte vier Tore, deren westliches im Kern des Westertores noch erhalten ist. Der Ratzengraben ist in Anlage und Breite noch Markierung dieser ältesten Stadtbefestigung.
Auf Grund der expansiven wirtschaftlichen Entwicklung wurde die Welfenstadt bereits etwa 60 Jahre nach ihrer Gründung um den ungefähr gleichen Umfang nach Osten hin erweitert. Diese von den Staufern planmäßig angelegte sogenannte Kalchvorstadt legt sich um die geradlinige Achse der damaligen Salzstraße in Richtung Augsburg. Funktional ist der breite Marktstraßenzug mit den rechtwinklig abzweigenden Seitenstraßen und gleich großen Grundstücken als Kaufmannsstadt ausgewiesen; sie diente vor allem dem Salzhandel und den dafür notwendigen Abstellplätzen.
Bereits etwa 120 Jahre später, um 1345, war die ganze südliche Oberstadt, im Umfang größer als die bisherigen Stadtkomplexe zusammen, in einen neuen Mauerring  einbezogen; Ausgänge bildeten das Krugstor, das Kemptertor und das Lindentor. In der Oberstadt lagen schon vor der Ummauerung die Frauenkirche, das Elisabethenkloster sowie eine kleinere Siedlung namens Wegbach. Deutlich unterscheiden sich diese unregelmäßigen Teile um Frauenkirche und heutigen Theaterbereich – die Anlage eines karolingischen Königshofes dokumentierend – von den planmäßig angelegten Teilen der Oberstadt, so von den regelmäßigen und rechtwinkligen Baublöcken im Süden, am linken Ufer des Stadtbaches, um die Weberstraße und Kempter Straße, und im Osten von den Hofstätten beiderseits der Waldhornstraße. Die Oberstadt ist deutlich von handwerklicher und gewerblicher Produktion geprägt, primär von der der Weber und Gerber. Im 15. Jahrhundert produzierten rund 300 Weber den klassischen schwäbischen Exportartikel Leinwand und Barchent. In jenem Jahrhundert und im anschließenden hatte Memmingen, seit 1438 endgültig Freie Reichsstadt, seine Blütezeit, gefördert durch die weltweiten Handelsbeziehungen seiner Bürger.

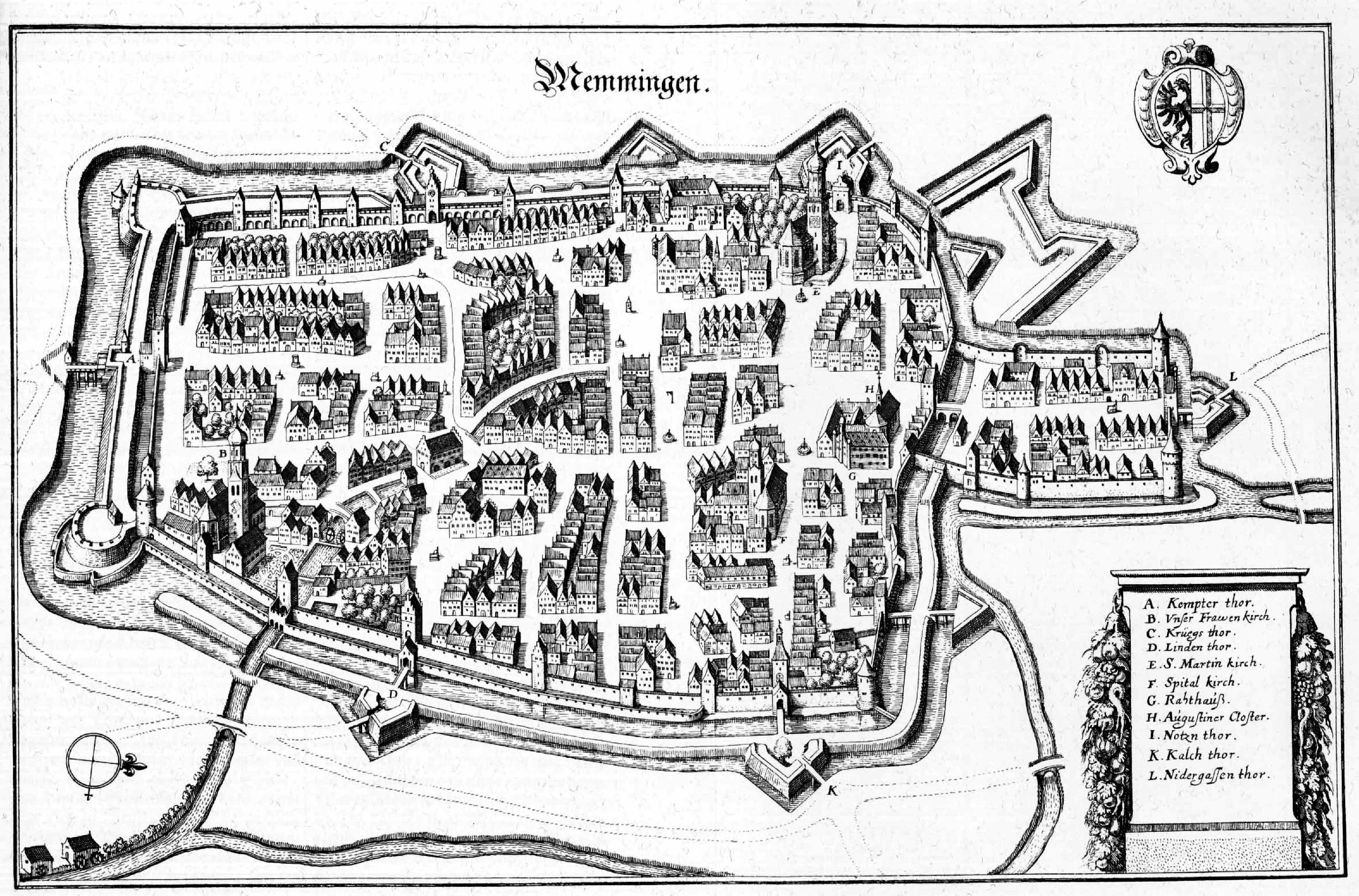
Merian: Memmingen in seiner Ummauerung

Mit der letzten Stadterweiterung, der Ummauerung der Ulmer Vorstadt von 1445 im Norden der Stadt, war ihr Umfang bis zur Mitte des 19. Jahrhunderts hin bestimmt. Im Laufe des 15. Jahrhunderts konnten die mächtig gewordenen Zünfte bedeutende Häuser erwerben. Als Sinnbild für das zeitweilige Handwerksregiment der Stadt stehen mehrere Zunfthäuser noch heute, die meisten um den Weinmarkt. Dem Stadtregiment diente in erster Linie das Rathaus mit dem Giebel und den drei Erkern von 1589 am Marktplatz. Die Anordnung des Marktplatzes ist die schönste städtebauliche Leistung innerhalb der ehemaligen Reichsstadt. Die Baukunst des Barock hat sonst nur wenige Akzente in dem spätgotischen Gefüge gesetzt, wie z. B. im Hermansbau und im Paris’schen Haus. Die Kriege des 17. und 18. Jahrhunderts, die Verlagerung der Handelswege und die Konkurrenz des benachbarten Augsburg beschränkten die wirtschaftliche und politische Machtstellung der Stadt.
Das Aufrissbild zeigt großzügig angelegte Reihen stattlicher, dabei schlichter Giebelhäuser in überwiegend spätgotischer Baugesinnung. Die Obergeschosse mit den steilen Giebeln sind zumeist in Fachwerk errichtet, später mit Putz überzogen worden. Vorkragungen über reichen Konsolen sind ein kennzeichnendes Motiv dieser Bürgerhäuser. Seit dem 16. Jahrhundert wurden Fassaden modern, deren Geschosse nur noch wenig über kiel- und rundbogigen Friesen vorkragen; bei einigen Giebeln traten jetzt flache Blendgliederungen auf. Bei aller Großzügigkeit der Straßenbilder blieb doch die Hausindividualität in vielfachen Vor- und Rücksprüngen, in leichten Abwinkelungen der Flucht stets bewahrt. Die charakteristischen Elemente einer bürgerlichen Handelsstadt des Mittelalters prägen die Stadtgestalt: Innerhalb weitläufiger Befestigungen zwischen den repräsentativen Polen von Pfarrkirche, Rathaus, Spital und Klosterkirchen entwickelten sich die bürgerlichen Wohn- und Gewerbequartiere, verbanden Durchgangs- und Handelsstraßen die platzartig erweiterten oder straßenmarktartig sich hinziehenden Umschlagplätze. Zahlreiche Märkte bildeten sich, bis heute informieren Namen wie Schrannenplatz, Gerberplatz, Rossmarkt oder Kramerstraße, Salzstraße, Gerbergasse über die ursprünglichen Funktionen dieser Stadtelemente. Der Stadtbach wurde im Hochmittelalter zu gewerblichen Zwecken und als die einfachste Kanalisation in die Siedlung als künstlicher Kanal geleitet und versorgte mehrere Mühlen sowie die Handwerksbetriebe der Weber, Gerber und Schmiede.

Memmingen im Jahr 1737

In Memmingen hat sich der Grundcharakter als der einer ehemals Freien Reichsstadt mäßigen Umfangs und bürgerlichen Zuschnitts als historisch gewachsene Identität erhalten. Die historische Grundrissstruktur ist nahezu authentisch überkommen, das Aufrissbild noch weitgehend durch den zweckrationalen Bautypus des schlichten schwäbischen Giebelhauses geprägt, der sich bei der vorindustriell gegebenen Mischnutzung der Gebäude bruchlos für Repräsentations-, Wohn- und Arbeitsbedürfnisse verwenden ließ. Doch wie einzelnen Hauptstraßenzügen und Plätzen, sei es durch Verkehrsaufkommen, Handelsintensität, den Wunsch nach spezifischer Eigendarstellung oder kommunaler Repräsentation, trotzdem innerhalb des Gleichmaßes der Bebauung ein besonderer Charakter zukommen musste (worauf in der Beschreibung der Platz- und Straßenbilder eingegangen wird), lassen sich auch für ganze Quartiere Merkmale einer jeweils spezifischen Homogenität fixieren. In Memmingen trifft das für die ehemalige Kalchvorstadt zu, vor allem aber für Bereiche innerhalb der dritten Stadterweiterung durch die Oberstadt.
Die ehemalige Kalchvorstadt ist wie alle drei Memminger Vorstädte an einer Hauptverkehrsstraße orientiert. Als erste Stadterweiterung wurde sie unter den Staufern um 1230 planmäßig östlich an die Welfenstadt angeschlossen, beiderseits der geradlinig in ostwestlicher Richtung verlaufenden Kalchstraße, der ehemaligen Salzstraße in Richtung Landsberg und München. Die Kalchvorstadt war in der Mitte des 13. Jahrhunderts bereits ummauert und wurde im Osten vom äußeren, im Westen vom inneren Kalchtor begrenzt. Ihr Entstehen in etwa drei Jahrzehnten dokumentiert eine Phase wirtschaftlichen Aufschwungs auf der Grundlage des Handels mit Salz und Wein. Der Grundriss der Vorstadt ergibt sich aus der wirtschaftlichen Zwecksetzung: Der Umschlaghandel erforderte eine breite Straße mit Gasthäusern und Wagenabstellplätzen, ferner Salzstapelplätze, Schmiedplätze und Raum für zulieferndes Gewerbe. Der Grundriss zeigt eine breite Hauptachse und meist schmale, rechtwinklig abzweigende Seitengassen. Die breiteste Abzweigung ergibt sich mit der Salzstraße, die zum ehemaligen Schmiedplatz führte. Parallel zur Salzstraße steht der hundert Meter lange Salzstadel. Die Heidengasse wurde nachträglich, im 16. Jahrhundert, baulich aufgefüllt. Die einzige Ost-West-Parallelstraße – wenn auch nicht Durchgangsstraße – ist die Krautstraße im Norden. Die im Mittelalter angelegte Struktur mit einer regelmäßig bebauten Hauptachse (vgl. Beschreibung Kalchstraße) und dahinterliegenden Quartiersblöcken mit ursprünglich wohl viel Stapelraum, nach und nach Auffüllung durch gewerbliche Architektur, hat sich erhalten. Das Prinzip, im Vordergrund Verkehrsraum, Schaustellung und Handel, im Hintergrund Herstellung, ist an der gegenwärtigen Bebauungsstruktur ablesbar. Die südliche Quartiersbebauung zur Stadt und Maximilianstraße hin – heute innerstädtische Wohnhausbebauung – ist dichter als die nördliche, wo sich die handwerkliche Quartiersauffüllung stärker erhalten hat, vor allem in der Krautstraße mit ihrer zweigeschossigen schlichten Giebel- und Traufseitbebauung und den Gärten zur Stadtmauer im Norden. In die Ummauerung der Kalchvorstadt wurden Kreuzherrenkloster und -hospital einbezogen (vgl. Beschreibung Hallhof).

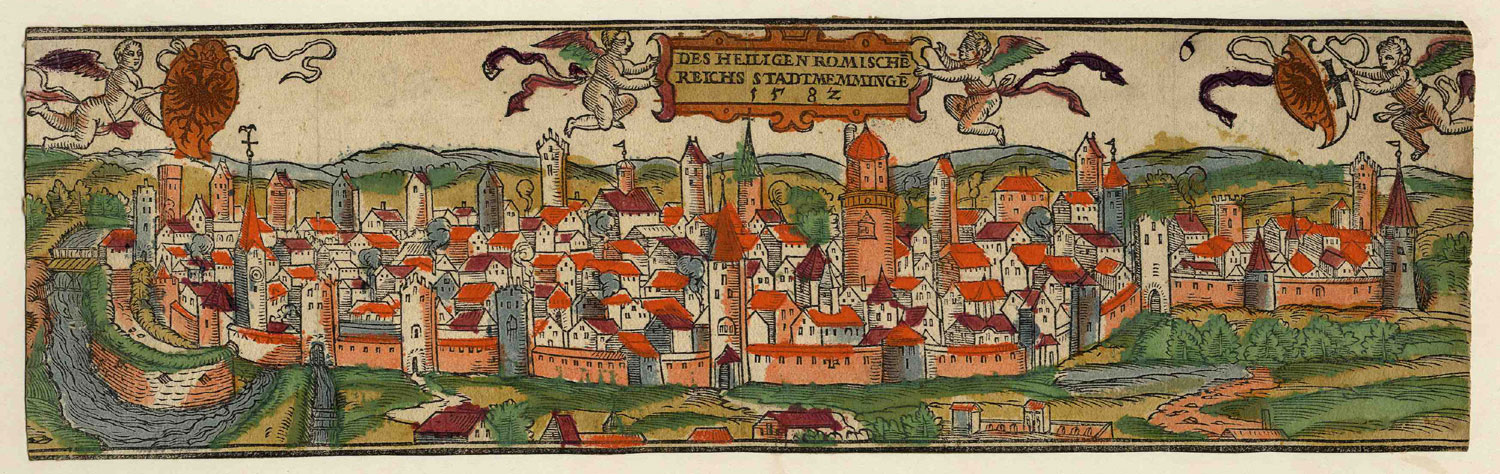
Memmingen mit seiner Stadtbefestigung

Ehemalige Wegbachsiedlung: Innerhalb der regelmäßig angelegten Teile der Oberen Vorstadt des 14. Jahrhunderts unterscheidet sich der Bereich um die Obere Bachgasse, zwischen Schrannenplatz und Weinmarkt, Lindauer Straße und südlicher Kramergasse – zusammen mit dem Komplex Theaterplatz – durch seine unregelmäßige Grundriss- und Aufrissstruktur. Dieser Stadtteil liegt abseits der wichtigen Verkehrsstraßen und Handelsplätze, ist als dieser „umgangene“ Bereich aber wohl ältester Siedlungskern in der Altstadt Memmingen. Es handelt sich um eine frühmittelalterliche Ansiedlung, die mit einem karolingischen Königshof in Verbindung gebracht werden könnte, der sich vielleicht im Gebiet des ehemaligen Elisabethenklosters (heute Theaterplatz) befunden hat. Die dörfliche oder handwerkliche Struktur hat sich in den Unregelmäßigkeiten und Kleinteiligkeiten des Grund- und Aufrisses erhalten. Die Grundstücksgrößen sind im Bereich östlich des Stadtbaches deutlich kleiner als westlich von ihm. Dafür ist die östliche Randbebauung zur Kramergasse höher. Charakteristisch für das Quartier ist die Bebauung im Bereich der Klösterlegasse mit Wohn- und Handwerkerhäusern, zwei- bis dreigeschossigen, einfach verputzten Giebelhäusern, teilweise mit Aufzugsluken. Die Nutzung ist deutlich kleingewerblich, wobei Wohn- und Nutzbauten stark ineinander verschachtelt erscheinen.
Das Quartier der ehemaligen Webervorstadt wird umgrenzt von Lindauer Straße, Baumstraße, Schrannenplatz, Hirschgasse, Nonnengasse und im Süden und Westen von der Stadtmauer. Das Weberquartier liegt im südwestlichen Bereich der Oberen Vorstadt, auch sogenannten Kempter Vorstadt, die als zweite und umfangreichste Memminger Stadterweiterung entstanden und bereits in der Mitte des 14. Jahrhunderts ganz ummauert war. Grundlage für die Quartiersentwicklung war wohl der innerhalb der Kalchvorstadt abgewickelte gesteigerte Umschlaghandel mit Salz und Wein, der als weitere Konsequenz auch den Produkten der Handwerker, hier der Weber und Gerber, den Exportweg in ferne Länder erschloss. Das Viertel wird durch zwei Nord-Süd-Achsen bestimmt, von denen eine die Weberstraße – vormals Alte Kempter Gasse – ist, die andere die Kempter Straße. In der Weberstraße auffällig ist ihre besondere Breite im Verhältnis zu der Bebauung mit relativ kleinen, ursprünglich wohl durchwegs nur zweigeschossigen Giebelhäusern, was seinen Grund darin hat, dass die Alte Kempter Gasse auf eine regelmäßige Bachzeilenanlage vor der Ummauerung der Kempter Vorstadt zurückgeht. Am ehemaligen Zellerbach (im Mittelalter wohl Wegbach genannt) entlang, der dort noch im 18. Jahrhundert floss, führte vor der Errichtung der Stadtmauer die Handelsstraße nach Kempten. Diese nahm ihren Ausgang am ehemaligen Obertor an der Herrengasse (vgl. Beschreibung Herrenstraße) und führte durch die Lindauer Straße nach Süden. Der von den Webern genutzte Bach wurde im 18. Jahrhundert zugeschüttet. Den dadurch verbreiterten Straßenzug säumen in regelmäßiger Randbebauung einfache, schmucklose Putzbauten, die zum Teil noch die tiefliegenden Arbeitsstätten der Weber, die sogenannten Weberdunken aufweisen. Lediglich schmale Feuergassen unterbrechen die sonst lückenlose Bebauung, die in ihren ältesten Teilen aus dem 16. bis 18. Jahrhundert stammt, teilweise im Kern mit Fachwerk. Das Besondere der Straße liegt nicht im Einzelbau, sondern in der Wiederholung und damit nachdrücklichen Einprägung der schlichten, ursprünglichen Hausform. Die Aufreihung giebelständiger Wohn- und Handwerkerhäuser in leichter Krümmung wird im Süden scharf von der Stadtmauer begrenzt. In den Stadtmauerbereich abgedrängt befinden sich das ehemalige Frauenhaus, das ehemalige Amtshaus des Scharfrichters und eine Kaserne, die 1702 auf Veranlassung des bayerischen Kurfürsten Max Emanuel errichtet wurde.

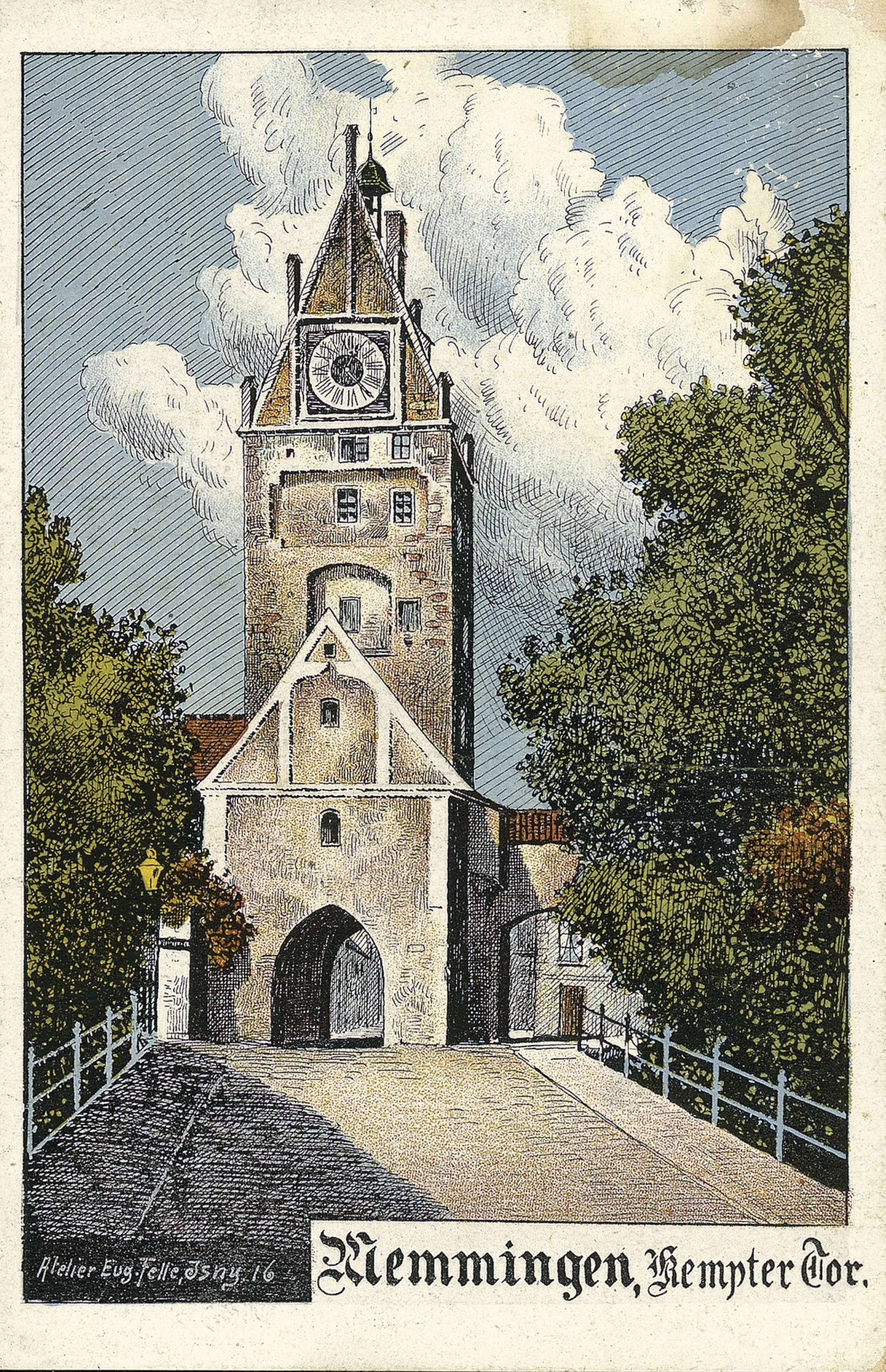
Felle: Das Kempter Tor im Jahr 1916

Die Kempter Straße, östlich parallel zur Weberstraße verlaufend, hat deren Funktion als Durchgangsstraße in Richtung Kempten nach der Ummauerung der Oberstadt übernommen. Das Kempter Tor an ihrem Südende ist das einzige südliche Ausgangstor der Stadt. Um möglichst viele Frachtwagen im Schutz der Stadtbefestigung unterstellen zu können, ist auch diese Hauptverkehrs- und Durchgangsstraße großzügig in der Anlage. Die geschlossene Bebauung mit zwei- bis dreigeschossigen Giebelhäusern zumeist des 16.–18. Jahrhunderts, mit ihren meist schmalen, hohen, zwei- bis dreigeschossigen Giebeln vermittelt einen wandartigen Charakter. Die im Kern häufig aus Fachwerk bestehenden Bauten sind zum Teil in wenig aufwendiger Weise dekoriert durch profilierte Geschoss- und Giebelgesimse oder auch Schweifgiebel. Die westliche Straßenseite mit ihren etwa gleichmäßigen Firsthöhen und ähnlichen Baukörperproportionen zeigt eine stärkere optische Homogenität als die östliche Platzwand, wo sich Haustypen eher mischen und die Firsthöhen wechseln. Auf dieser Seite kommt es zwischen Kempter Tor und Spitalgasse auch zu einer Platzerweiterung, die durch den Wohnturm am Eckhaus zur Spitalgasse betont wird. Die Nutzungsstruktur ergibt sich aus Wohnbauten, ehemals wohl auch kleineren Handelshäusern und Stadtbauernanwesen sowie Gaststätten. Nach Süden auf das Tor hin, das die charakteristische Form der einst 32 Befestigungstürme und -tore bewahrt hat, erfährt der Straßenzug eine bauliche Steigerung durch einen stattlichen Walmdachbau des 18. Jahrhunderts, das Wohnhaus der alteingesessenen Baumeisterfamilie Knoll, gegenüber durch das sogenannte versunkene Rathaus, einen breitgelagerten Bau mit drei Schweifgiebeln. Der gesamte Bereich zerfällt in Quartiersblöcke von annähernd gleicher Größe und Höhe, ist durch Längsstraßen und Quergassen schachbrettartig geviertelt und zeigt durchgehend eine regelmäßige Körnung, das heißt, die Proportion von Grundstück zu Baukörper ist gewahrt und für das ganze Gebiet ähnlich. Das Quartier vermittelt den für die mittelalterliche Baukunst so charakteristischen Eindruck der Einheitlichkeit ohne Eintönigkeit.
Aktennummer: E-7-64-000-1

## Stadtbefestigung
| Lage                                                     | Objekt                                                        | Beschreibung | Akten-Nr.      | Bild                                                          |
| -------------------------------------------------------- | ------------------------------------------------------------- | --- | -------------- | ------------------------------------------------------------- |
| ()                                                       | Stadtbefestigungsanlage                                       | Es sind die Befestigungen der Gründungsstadt, der Kalchvorstadt, der Oberstadt und der Ulmer Vorstadt zu unterscheiden. Hinzu kommt die Anlage des Stadtgrabens. Die Stadtmauer war ursprünglich 2850 m lang und durch 32 Türme gesichert. Erhalten haben sich Mauerzüge von etwa 1400 m Länge, davon etwa 400 m mit Wehrgang, und fünf Tore und fünf Türme                                                       | D-7-64-000-1   | Stadtbefestigungsanlage                                       |
| Am Einlaß (Standort)                                     | Ehemalige Stadtbefestigung Ulmer Vorstadt                     | 15. Jahrhundert, etwa 180 m langer Mauerzug mit Wehrgangsstreben und Schießscharten; zwischen Stadttor, Einlaß und ehemaligem Stadtturm Lueg ins Land. | D-7-64-000-1   | Ehemalige Stadtbefestigung Ulmer Vorstadt                     |
| Am Einlaß 5 (Standort)                                   | Einlaß                                                        | Stadttor, 1475 errichteter Torbau mit Vortor, am Giebel Rundbogenfries | D-7-64-000-5   | weitere Bilder                                                |
| Am Einlaß 6, 7 (Standort)                                | Stadtmauer                                                    | Zugehörige Teilstücke der Stadtbefestigung der Ulmer Vorstadt, 15. Jahrhundert | D-7-64-000-1   | Stadtmauer                                                    |
| Am Einlaß 10 (Standort)                                  | Bettelturm                                                    | Rundturm mit Pyramidendach, 1471 erbaut | D-7-64-000-1   | weitere Bilder                                                |
| Am Einlaß 17 (Standort)                                  | Zugehöriges Teilstück der Stadtbefestigung der Ulmer Vorstadt | 15. Jahrhundert | D-7-64-000-1   | Zugehöriges Teilstück der Stadtbefestigung der Ulmer Vorstadt |
| Am Lueg ins Land (Standort)                              | Luginsland                                                    | Ehemalige Stadtbefestigung Ulmer Vorstadt, 15. Jahrhundert, an der nordöstlichen Mauerecke Rest des Stadtturmes Lueg ins Land, entlang der Ostflanke der Ummauerung Spuren des Grabens | D-7-64-000-1   | Luginsland                                                    |
| An der Hohen Wacht (Standort)                            | Ehemalige Stadtbefestigung Oberstadt                          | 14. Jahrhundert, zwischen Südwestecke der Ummauerung und Kempter Tor etwa 130 m Stadtmauer mit Wehrgang | D-7-64-000-1   | Ehemalige Stadtbefestigung Oberstadt                          |
| An der Kaserne (Standort)                                | Ehemalige Stadtbefestigung Oberstadt                          | Rest eines Stadtturmes bis zur Höhe des Wehrganges, um 1370 | D-7-64-000-1   | BW                                                            |
| An der Kaserne; bei Nr. 20 b (Standort)                  | Soldatenturm                                                  | Vierseitiger Stadtturm mit Satteldach, um 1370, aus der Mauer leicht nach Westen vorspringend | D-7-64-000-1   | Soldatenturm                                                  |
| An der Kaserne 2, 4, 6, 8, 10, 12, 14, 16, 18 (Standort) | Ehemalige Stadtbefestigung Oberstadt                          | 14. Jahrhundert; Mauerzug südlich des Krugstores zum Teil mit Wehrgang, von Nr. 8 bis zum Soldatenturm ohne Wehrgang; in die genannten Anwesen miteinbezogen | D-7-64-000-1   | Ehemalige Stadtbefestigung Oberstadt                          |
| An der Kaserne 24, 26 (Standort)                         | Ehemalige Stadtbefestigung Oberstadt                          | Mauerzug mit Wehrgang, 14. Jahrhundert; zwischen Soldatenturm und Südwestecke der Kempter Vorstadt | D-7-64-000-1   | Ehemalige Stadtbefestigung Oberstadt                          |
| An der Mauer 16 (Standort)                               | Stadtmauer                                                    | Ehemalige Stadtbefestigung Oberstadt, 14. Jahrhundert, Rest der Stadtmauer | D-7-64-000-1   | BW                                                            |
| Grimmelschanze (Standort)                                | Ehemalige Stadtbefestigung der Ulmer Vorstadt                 | Vom Mehlsackturm bis zum Grimmelweg etwa 30 m langer Mauerzug mit Streben | D-7-64-000-1   | BW                                                            |
| Grimmelgarten (Standort)                                 | Grimmel- oder Schwalbenschwanzturm                            | 1445 erbaut, Rundturm mit Schießscharten und Zinnen | D-7-64-000-1   | Grimmel- oder Schwalbenschwanzturm                            |
| Grimmelschanze/Königsgraben (Standort)                   | Ehemaliger Stadtgraben, Parkanlage                            | Grabenrest an der Nordflanke der Ummauerung der Ulmer Vorstadt auf etwa 120 Meter Länge erhalten | D-7-64-000-1   | Ehemaliger Stadtgraben, Parkanlage                            |
| Kempter Straße 34 (Standort)                             | Stadtmauer                                                    | Einbezogenes Teilstück der Stadtbefestigung Oberstadt, 14. Jahrhundert | D-7-64-000-1   | BW                                                            |
| Kempter Straße 36 (Standort)                             | Kempter Tor                                                   | Hoher Turm mit Satteldach, 1339 vollendet, Vortor 1546 | D-7-64-000-101 | weitere Bilder                                                |
| Kempter Straße 38 (Standort)                             | Stadtmauer                                                    | Zugehöriges Teilstück der Stadtbefestigung Oberstadt, 14. Jahrhundert | D-7-64-000-1   | BW                                                            |
| Königsgraben, Grimmelweg, Grimmelschanze (Standort)      | Ehemaliger Stadtgraben                                        | Grabenrest an der Nordflanke der Ummauerung der Ulmer Vorstadt auf etwa 120 Meter Länge erhalten | D-7-64-000-1   | BW                                                            |
| Kohlschanze (Standort)                                   | Stadtmauer, Parkanlage                                        | Ehemalige Stadtbefestigung der Kalchvorstadt; 13./14. Jahrhundert, mit Stadtgraben; Hafendeckelturm, an der Nordwestecke der Kohlschanze; rechteckiges Verbindungsstück zwischen dem ehemaligen Rundturm an der Stadtmauer und dieser erhalten, 1493 errichtet; westlich des Hafendeckelturms etwa 55 m langer Mauerzug mit Wehrgang; vom Hafendeckelturm ab nach Westen Stadtgraben auf etwa 70 m Länge erhalten | D-7-64-000-1   | BW                                                            |
| Kohlschanze/Krautstraße 15 (Standort)                    | Stadtmauer                                                    | Ehemalige Stadtbefestigung der Kalchvorstadt; an der Kohlschanze, nördlich von Haus Nr. 15 etwa 20 m langer Mauerzug, 13./14. Jahrhundert | D-7-64-000-1   | BW                                                            |
| Kohlschanzstraße (Standort)                              | Stadtmauer                                                    | Ehemalige Stadtbefestigung der Kalchvorstadt; an der Kohlschanzstraße zwischen ehemaligem Hafendeckelturm und Kalchstraße etwa 70 m Stadtmauer mit vermauerten Zinnen; 13./14. Jahrhundert | D-7-64-000-1   | BW                                                            |
| Königsgraben/Grimmelschanze (Standort)                   | Stadtmauer                                                    | Ehemalige Stadtbefestigung; an der Grimmelschanze Rest des Stadtgrabens, an der Nordflanke der Ummauerung der Ulmer Vorstadt auf etwa 120 m Länge erhalten | D-7-64-000-1   | BW                                                            |
| Krautstraße 1 (Standort)                                 | Stadtmauer                                                    | Zugehöriges Teilstück der Stadtmauer der Kalchvorstadt, 13./14. Jahrhundert | D-7-64-000-1   | BW                                                            |
| Krautstraße 3, 5, 7 1/2 (Standort)                       | Stadtmauer                                                    | Zugehöriger Mauerzug der Stadtbefestigung Kalchvorstadt, 13./14. Jahrhundert, zum Teil in Nr. 7 1/2 eingebaut | D-7-64-000-1   | BW                                                            |
| Lindauer Straße 30 (Standort)                            | Lindauer Tor oder Krugstor                                    | Vierseitiger Turmbau mit Vortor, im Wesentlichen von 1648, über Kern des 14. Jahrhunderts, Walmdach 1734; nördlich des Tores Reste der Stadtmauer, 14. Jahrhundert | D-7-64-000-143 | weitere Bilder                                                |
| Mulzergraben (im Nebengebäude von Nr. 7) (Standort)      | Stadtmauer                                                    | Ehemalige Stadtbefestigung Oberstadt; Reste der Stadtmauer, 14. Jahrhundert | D-7-64-000-1   | BW                                                            |
| Mulzergraben (Standort)                                  | Parkanlage                                                    | Ehemaliger Stadtgraben; an der Süd- und Südostseite der Stadtmauer, zwischen Kempter Tor und Steinbogenbrücke Spuren des Stadtgrabens auf etwa 300 m Länge erkennbar, zum Teil erneuert | D-7-64-000-1   | BW                                                            |
| Ottobeurergasse 7 (Standort)                             | Pulverturm                                                    | Sogenannter Pulverturm, Stadtmauerturm der Befestigung der Oberstadt, 1388; bis in Obergeschosshöhe des Hauses eingebaut | D-7-64-000-1   | Pulverturm                                                    |
| Pfaffengasse 14 (Standort)                               | Wehrturm                                                      | Rest eines spätmittelalterlichen Rundturms, wohl Teil der Stadtbefestigung der Gründungsstadt; an der Westseite des Hauses eingemauert | D-7-64-000-1   | Wehrturm                                                      |
| Nähe Ratzengraben (Standort)                             | Hexenturm, Stadtmauer                                         | Ehemalige Stadtbefestigung der Gründungsstadt; vierseitiger Stadtturm des 14. Jahrhunderts, über Kern des 12. Jahrhunderts, etwa 100 m Stadtmauer, ehemalige Stadtbefestigung Ulmer Vorstadt; etwa 30 m Stadtmauer vom Einlaß in südwestlicher Richtung an der Westseite des Zollergartens entlang, 15. Jahrhundert                                                                                               | D-7-64-000-1   | weitere Bilder                                                |
| Nähe Ratzengraben (Standort)                             | Stadtmauer                                                    | Ehemalige Stadtbefestigung der Kalchvorstadt; etwa sieben Meter Mauer östlich des Hexenturms, wohl erste Hälfte 14. Jahrhundert über Fundament des 13. Jahrhunderts | D-7-64-000-1   | Stadtmauer                                                    |
| Reichshain (Standort)                                    | Parkanlage                                                    | Ehemaliger Stadtgraben; Rondell an der Südostecke der Oberstadt im Reichshain als Erdaufschüttung erkennbar | D-7-64-000-1   | Parkanlage                                                    |
| Nähe Steinbogenstraße (Standort)                         | Stadtmauer                                                    | Ehemalige Stadtbefestigung Oberstadt; ab Steinbogenstraße 2 etwa 50 m langer Rest der Stadtmauer, zum Teil mit Schießscharten, 14. Jahrhundert | D-7-64-000-1   | BW                                                            |
| Steinbogenstraße 26 (Standort)                           | Stadtmauer                                                    | Ehemalige Stadtbefestigung der Oberstadt, 14. Jahrhundert; Reste der Stadtmauer an der Straßenseite des Hauses verbaut | D-7-64-000-1   | Stadtmauer                                                    |
| Steinbogenstraße/Reichshain (Standort)                   | Stadtmauer                                                    | Ehemalige Stadtbefestigung der Oberstadt; ab Steinbogenstraße 2 etwa 50 m langer Rest der Stadtmauer, zum Teil mit Schießscharten, 14. Jahrhundert | D-7-64-000-1   | BW                                                            |
| Steinbogenstraße 22 (Standort)                           | Stadtmauer                                                    | Ehemalige Stadtbefestigung der Oberstadt, 14. Jahrhundert; im Gebäude Teilstück der Stadtmauer mit Schießscharten; südlich von Nr. 22 etwa 30 m langer Stadtmauerrest | D-7-64-000-1   | BW                                                            |
| Ulmer Straße 21/23 (Standort)                            | Stadtmauer mit Resten des Weißen Mehlsackturms                | Ehemalige Stadtbefestigung der Ulmer Vorstadt, 15. Jahrhundert, westlich des Ulmer Tores: etwa 13 m Stadtmauer mit Schießscharten; nach einer Lücke von etwa 35 m etwa 20 m langer Mauerzug mit Streben für Wehrgang bis zum Mehlsackturm erhalten; Rest des sogenannten Mehlsackturmes an der Nordwestecke der Ummauerung, wohl Mitte 15. Jahrhundert                                                            | D-7-64-000-1   | Stadtmauer mit Resten des Weißen Mehlsackturms                |
| Ulmer Straße 25/27 (Standort)                            | Stadtmauer                                                    | Ehemalige Stadtbefestigung der Ulmer Vorstadt, 15. Jahrhundert, westlich des Ulmer Tores: etwa 13 m Stadtmauer mit Schießscharten; nach einer Lücke von etwa 35 m etwa 20 m langer Mauerzug mit Streben für Wehrgang bis zum Mehlsackturm erhalten; Rest des sogenannten Mehlsackturmes an der Nordwestecke der Ummauerung, wohl Mitte 15. Jahrhundert                                                            | D-7-64-000-1   | Stadtmauer                                                    |
| Ulmer Straße 36 (Standort)                               | Stadtmauer mit Resten des Luginslandturmes                    | Ehemalige Stadtbefestigung der Ulmer Vorstadt, 15. Jahrhundert; östlich des Ulmer Tores etwa 40 m langes Mauerstück mit Wehrgangsstreben und Schießscharten; an der Nordostecke der Befestigung Reste des ehemaligen Rundturmes Lueg ins Land. | D-7-64-000-1   | Stadtmauer mit Resten des Luginslandturmes                    |
| Ulmer Straße 38 (Standort)                               | Ulmer Tor                                                     | Hoher vierseitiger Turm von 1445, mit Durchfahrten und Vortor | D-7-64-000-229 | weitere Bilder                                                |
| Zangmeisterstraße 28 (Standort)                          | Westertor                                                     | Vierseitiger Torturm von 1648 über Kernbau des 12. Jahrhunderts, oktogonaler Aufbau mit Haube von 1660 | D-7-64-000-268 | weitere Bilder                                                |
| Zollergarten (Standort)                                  | Stadtmauer                                                    | Ehemalige Stadtbefestigung der Gründungsstadt; Hexenturm, vierseitiger Stadtturm des 14. Jahrhunderts, über Kern des 12. Jahrhunderts, etwa 100 m Stadtmauer, ehemalige Stadtbefestigung Ulmer Vorstadt; etwa 30 m Stadtmauer vom Einlaß in südwestlicher Richtung an der Westseite des Zollergartens entlang, 15. Jahrhundert                                                                                    | D-7-64-000-1   | BW                                                            |
| Zollergarten (Standort)                                  | Zollergarten                                                  | Parkanlage auf dem Terrain des ehemaligen Stadtgrabens des 12. Jahrhunderts, Bepflanzung Mitte 19. Jahrhundert, zwei korrespondierende Gartenfiguren: je ein Putto auf Delphin reitend, gleichzeitig | D-7-64-000-269 | BW                                                            |
| Westertorplatz 6 (Standort)                              | Stadtmauer                                                    | Ehemalige Stadtbefestigung; Reste eines Eckturmes der Gründungsstadt, 12. Jahrhundert | D-7-64-000-1   | BW                                                            |
| Zollergarten (Standort)                                  | Stadtmauer                                                    | Ehemalige Stadtbefestigung der Kalchvorstadt; etwa sieben Meter Mauer östlich des Hexenturms, wohl erste Hälfte 14. Jahrhundert über Fundament des 13. Jahrhunderts | D-7-64-000-1   | BW                                                            |

## Baudenkmäler nach Ortsteilen

### Memmingen
| Lage                                                                             | Objekt | Beschreibung | Akten-Nr.                | Bild                                                                                                  |
| -------------------------------------------------------------------------------- | --- | --- | ------------------------ | --- |
| Am Einlaß (Standort)                                                             | Brücke am Einlaß | Spätmittelalterlich | D-7-64-000-3             | Brücke am Einlaß                                                                                      |
| Am Einlaß 1 (Standort)                                                           | Wohn- und Geschäftshaus | Dreigeschossiger Eckbau mit geschweiftem Giebel und Eckturm, im Kern noch mittelalterlich, Fassadengestaltung Ende 19. Jahrhundert; Tür mit Messingbeschlägen und Oberlichtgitter, Anfang 18. Jahrhundert | D-7-64-000-2             | Wohn- und Geschäftshaus                                                                               |
| Am Einlaß 5 1/2 (Standort)                                                       | Ehemaliges Zollersches Gartenhaus                                                                                              | Freistehender Walmdachbau, Erdgeschossfenster und Portal stichbogig, Mitte 18. Jahrhundert | D-7-64-000-6             | Ehemaliges Zollersches Gartenhaus                                                                     |
| Am Einlaß 5 1/2 (Standort)                                                       | Parkanlage | Parkanlage auf dem Terrain des ehemaligen Stadtgrabens des 12. Jahrhunderts, Bepflanzung Mitte 19. Jahrhundert, zwei korrespondierende Gartenfiguren: je ein Putto auf Delphin reitend, gleichzeitig | D-7-64-000-269           | Parkanlage                                                                                            |
| Am Judenfriedhof (Standort)                                                      | Jüdischer Friedhof | 1875 angelegt; Grabdenkmäler ab 1875 bis ins 20. Jahrhundert; Einfriedung, Backsteinmauer, wohl zeitgleich | D-7-64-000-491           | weitere Bilder                                                                                        |
| Am Schanzmeister 1 (Standort)                                                    | Ehemaliges Schanzmeisterhaus                                                                                                   | Walmdachbau, 18. Jahrhundert | D-7-64-000-196           | Ehemaliges Schanzmeisterhaus                                                                          |
| Am Stadtweiher 4 (Standort)                                                      | Ehemalige Pulvermühle | Satteldachbau, 18. Jahrhundert | D-7-64-000-11            | BW |
| An der Kaserne 2 a, 2 b (Standort)                                               | Im Obergeschoss Kassettendecke                                                                                                 | Zweite Hälfte 16. Jahrhundert | D-7-64-000-14            | BW |
| An der Kaserne 20 a, 20 b, 20 c, 20 d, 20 e, 20 f, 20 g, 20 h (Standort)         | Ehemalige Rote Kaserne | 1702 von Kurfürst Max Emanuel errichtet, langgestreckter Traufseitbau mit Pultdach, Holzgalerie im Obergeschoss; an die Stadtmauer angelehnt | D-7-64-000-16            | weitere Bilder                                                                                        |
| An der Kaserne 28 (Standort)                                                     | Sogenanntes Nachrichterhaus | Dreigeschossiger Traufseitbau mit abgeschlepptem Dach, im Kern wohl 15. Jahrhundert; zugehöriges Teilstück der Stadtmauer Oberstadt, 14. Jahrhundert | D-7-64-000-19            | Sogenanntes Nachrichterhaus                                                                           |
| Augsburger Straße 16; 14 (Standort)                                              | Katholische Pfarrkirche Mariä Himmelfahrt                                                                                      | Symmetrisch angelegter, außen vertikal gegliederter, innen eingewölbter Saalbau mit Campanile, 1955–56 von Thomas Wechs; mit Ausstattung; zugehörige Nebengebäude. | D-7-64-000-320           | weitere Bilder                                                                                        |
| Bahnhofstraße 1 (Standort)                                                       | Alte Post, Postamt | Spätklassizistisches Amtsgebäude, mit Eckrisaliten, Backstein- und Hausteingliederung, 1901 Pavillonartiger Remisenbau, nördlich im Hof, gleichzeitig | D-7-64-000-21            | weitere Bilder                                                                                        |
| Baumstraße 1 (Standort)                                                          | Eckhaus Baumstraße 1 | Dreigeschossig, aus zwei Häusern zusammengefasst, Satteldachbau, Giebel zur Baumstraße, langgestreckte Traufseite an der Kempterstraße, wohl 17. Jahrhundert, Erker Ende 19. Jahrhundert, korbbogiges Portal an der Giebelseite, Eichenholztür um 1770 | D-7-64-000-22            | weitere Bilder                                                                                        |
| Baumstraße 5 a, 5 b, 5 c (Standort)                                              | Wohnhaus | Breitgelagerter, zweigeschossiger Satteldachbau mit rückwärtigem Halbwalm, im Kern 14./15. Jahrhundert, später verändert | D-7-64-000-479           | Wohnhaus                                                                                              |
| Bodenseestraße 2 (Standort)                                                      | Ehemaliges Pflasterzollhaus | Eingeschossiger Satteldachbau, 1767 | D-7-64-000-23            | Ehemaliges Pflasterzollhaus                                                                           |
| Bodenseestraße 56 (Standort)                                                     | Bismarckturm | Neuromanisch, 1904 erbaut | D-7-64-000-25            | weitere Bilder                                                                                        |
| Bretschergässle 6 (Standort)                                                     | Wohnhaus | Mit Halbwalmdach, wohl noch 15. Jahrhundert | D-7-64-000-26            | Wohnhaus                                                                                              |
| Buxacher Straße 1 (Standort)                                                     | Sogenannte Flachvilla | Asymmetrischer Bau mit Giebelrisaliten, Loggien, Eingangshalle, Zierfachwerk, 1905; von altem Baumbestand umgeben | D-7-64-000-27            | weitere Bilder                                                                                        |
| Buxacher Straße 7, 7 a (Standort)                                                | Zweifamilienhaus | verputzter Massivbau mit Walmdach, mittig markantes Zwerchhaus mit Mansardgiebeldach, im Reformstil, für Gustav Adolf Bezzel, von Joseph Bichlmeier, 1911; mit Einfriedung | D-7-64-000-502           | BW |
| Buxacher Straße 8 (Standort)                                                     | Sebastian-Lotzer-Realschule, städtische Realschule                                                                             | Auf winkelförmigem Grundriss zwei dreigeschossige Flügelbauten, mit Satteldach bzw. abgewalmtem Dach, rückseitig Aula mit gedecktem Verbindungsgang, in reduziert-historisierenden Formen, 1910/11 von Leonard Heydecker | D-7-64-000-28            | weitere Bilder                                                                                        |
| Buxacher Straße 26 (Standort)                                                    | Wohnhaus | zweigeschossiger Schopfwalmdachbau mit Zwerchhaus, 1898/99 errichtet, zugehöriges Wirtschafts- und Stallgebäude, gleichzeitig, Waschhaus 1905 angebaut und Stall 1914 rückwärtig erweitert, Atelier- und Werkstattbau, zweigeschossiger Satteldachbau mit offener Altane im Obergeschoss, als Verbindung zwischen Wohnhaus und Wirtschaftsteil 1926 errichtet; ehemals Wohnhaus und Atelier des Bildhauers Michael Geiger | D-7-64-000-498           | BW |
| Buxacher Straße 28 (Standort)                                                    | Villa Hieber | Barockisierender Mansarddachbau, bezeichnet „1908“ | D-7-64-000-322           | BW |
| Buxheimer Straße, bei Nr. 116 (Standort)                                         | Katholische Kapelle | Satteldachbau, bezeichnet „1664“; mit Ausstattung | D-7-64-000-29            | Katholische Kapelle                                                                                   |
| Buxheimer Straße, vor der Kapelle (Standort)                                     | Sühnekreuz | Nagelfluh, 1311 erwähnt | D-7-64-000-30            | Sühnekreuz                                                                                            |
| Donaustraße 40 (Standort)                                                        | Ehemalige Untermühle | Mühlengebäude mit Mansarddach, 18. Jahrhundert | D-7-64-000-31            | BW |
| Frauenkirchplatz 5 (Standort)                                                    | Evangelisch-lutherische Stadtpfarrkirche Unser Frauen                                                                          | Dreischiffige Basilika des 15. Jahrhunderts über frühmittelalterlichem Vorgängerbau, Turm 14. Jahrhundert, Kapellenausstattungen, Vorhalle und Sakristei 15. und 16. Jahrhundert; mit Ausstattung | D-7-64-000-32            | weitere Bilder                                                                                        |
| Friedhofweg 9 (Standort)                                                         | Alter Friedhof | 1529 anstelle des ehemaligen Schottenklosters als reichsstädtischer Friedhof eingerichtet, 1932 aufgelassen, rechteckig ummauerte Anlage, mit stattlichen Grabmälern vornehmlich des 18. Jahrhunderts; Friedhofshalle mit seitlichen Kammern, 1876 von Friedrich von Gärtner | D-7-64-000-34            | weitere Bilder                                                                                        |
| Fuggergasse 1 (Standort)                                                         | Eckhaus | Satteldachbau, mit stark vorkragendem Obergeschoss und Zwerchhaus, 15./16. Jahrhundert | D-7-64-000-35            | Eckhaus                                                                                               |
| Fuggergasse 3 (Standort)                                                         | Bürgerhaus | Dreigeschossiger freistehender Giebelbau, um 1720 | D-7-64-000-36            | Bürgerhaus                                                                                            |
| Furtgasse 2 (Standort)                                                           | Wohnhaus | Dreigeschossiger Giebelbau, 16. Jahrhundert, im Giebel Blendgliederung | D-7-64-000-38            | Wohnhaus                                                                                              |
| Gießergasse 5 (Standort)                                                         | Sogenannter Stollscher Stadel                                                                                                  | Hoher dreigeschossiger Satteldachbau mit Dachstuhl des späten 17./frühen 18. Jahrhunderts | D-7-64-000-130           | Sogenannter Stollscher Stadel                                                                         |
| Gießergasse 8 a, 8 b, 8 c, 8 d, 8 e (Standort)                                   | Eckhaus | Im Kern wohl 16. Jahrhundert, Obergeschoss und Giebel vorkragend, korbbogige Portale mit rundem Oberlicht | D-7-64-000-41            | BW |
| Hallhof (Standort)                                                               | Kriegerdenkmal anlässlich des Krieges 1870/71                                                                                  | Korinthische Säule mit Adler, auf Sockel | D-7-64-000-48            | Kriegerdenkmal anlässlich des Krieges 1870/71                                                         |
| Hallhof 4 (Standort)                                                             | Landgericht, Schule, ehemaliges Verwaltungsgebäude des Unterhospitals                                                          | Um 1580, dreigeschossige Vierflügelanlage mit Arkadenhof, Dach mit Schleppgauben, Äußeres 19. Jahrhundert | D-7-64-000-44            | Landgericht, Schule, ehemaliges Verwaltungsgebäude des Unterhospitals                                 |
| Hallhof 5 a, 5 b (Standort)                                                      | Ehemaliges Kreuzherrenkloster und Kirche St. Peter und Paul                                                                    | Dreiflügelanlage, im Wesentlichen 1480–84 errichtet, Kirche im Ostteil des Nordflügels, zweischiffige Halle, Veränderungen 1709, klassizistische Fassadengestaltung 1823, Einziehung eines Zwischenbodens 1946; Westteil des Nordflügels: dreigeschossiges Haus des 15. Jahrhunderts mit Dürftigenstube; Ostflügel: viergeschossiger Bau von 1480/84 mit Veränderungen des 17. und 18. Jahrhunderts, Turm nach 1480, mit oktogonalem Obergeschoss von Conrad Hölderlin, 1617                                                                                             | D-7-64-000-45            | weitere Bilder                                                                                        |
| Hallhof 7 (Standort)                                                             | Ehemaliges Bräuhaus des Kreuzherrenklosters                                                                                    | Traufhaus mit Kreuzgratgewölben im Erdgeschoss, 1607 | D-7-64-000-46            | Ehemaliges Bräuhaus des Kreuzherrenklosters                                                           |
| Hallhof 8 (Standort)                                                             | Ehemaliger Stadel des Bräuhauses                                                                                               | Dreigeschossiges Traufhaus mit zweischiffiger kreuzgratgewölbter Halle im Erdgeschoss, 1607 | D-7-64-000-47            | Ehemaliger Stadel des Bräuhauses                                                                      |
| Haußmannstraße 94 (Standort)                                                     | Ehemalige Obere Bleiche | Stattlicher Satteldachbau, mit Fachwerkobergeschoss und Schleppgaupen, zweite Hälfte 17. Jahrhundert | D-7-64-000-49            | Ehemalige Obere Bleiche                                                                               |
| Heidengasse 7 (Standort)                                                         | Traufseithaus | Mit stark vorkragendem Obergeschoss, wohl 16. Jahrhundert | D-7-64-000-50            | Traufseithaus                                                                                         |
| Heidengasse 9 (Standort)                                                         | Traufseithaus | Mit stark vorkragendem Obergeschoss, wohl 16. Jahrhundert | D-7-64-000-51            | Traufseithaus                                                                                         |
| Heidengasse 11 (Standort)                                                        | Wohnhaus | Schmaler Traufseitbau mit stark vorkragendem Obergeschoss, wohl 16. Jahrhundert | D-7-64-000-354           | BW |
| Hermansgasse 1 (Standort)                                                        | Giebelhaus | 16./17. Jahrhundert, das Obergeschoss über Stichbogenfries vorkragend, zwei Kreuzgratgewölbe im Erdgeschoss | D-7-64-000-52            | BW |
| Herrenstraße 2 (Standort)                                                        | Wohn- und Geschäftshaus | Dreigeschossiger Eckbau mit Satteldach, im Kern wohl noch 14./15. Jahrhundert | D-7-64-000-355           | Wohn- und Geschäftshaus                                                                               |
| Herrenstraße 3 (Standort)                                                        | Eckhaus | Satteldachbau, Obergeschoss traufseitig zum Teil vorkragend, 15./16. Jahrhundert; im Keller Mauerreste der Stadtbefestigung des 12. Jahrhunderts | D-7-64-000-55            | Eckhaus                                                                                               |
| Herrenstraße 4 (Standort)                                                        | Bürgerhaus | Dreigeschossiger Traufseitbau, Obergeschosse vorkragend, 15. Jahrhundert | D-7-64-000-56            | Bürgerhaus                                                                                            |
| Herrenstraße 6 (Standort)                                                        | Bürgerhaus | Giebelbau, Obergeschoss über Rundbogenfries vorkragend, 16./17. Jahrhundert; im Keller Mauerreste der Stadtbefestigung des 12. Jahrhunderts | D-7-64-000-57            | Bürgerhaus                                                                                            |
| Herrenstraße 7 (Standort)                                                        | Ehemaliges Kaufhaus | Dreigeschossiger Traufseitbau, zweites Obergeschoss über schlichten Konsolen vorkragend, vor 1570 errichtet, dreischiffige Halle im Erdgeschoss, Dachreiter, sogenanntes Senitürmle, Erker, Krangaube | D-7-64-000-58            | weitere Bilder                                                                                        |
| Herrenstraße 9 (Standort)                                                        | Handelshaus | Dreigeschossiges Traufseithaus, zweites Obergeschoss vorkragend, um 1570, zweischiffige Halle im Erdgeschoss | D-7-64-000-59            | Handelshaus                                                                                           |
| Herrenstraße 10 (Standort)                                                       | Gasthaus zum Bauerntanz | Giebelbau, Obergeschoss über Rundbogenfries auf profilierten Konsolen vorkragend, 16./17. Jahrhundert | D-7-64-000-60            | weitere Bilder                                                                                        |
| Herrenstraße 12 (Standort)                                                       | Bürgerhaus | Breiter Giebelbau, im Kern spätmittelalterlich, die Binnendisposition verändert | D-7-64-000-323           | Bürgerhaus                                                                                            |
| Herrenstraße 14 (Standort)                                                       | Bürgerhaus | Dreigeschossiger Giebelbau des 16./17. Jahrhunderts, zweischiffige Halle im Keller, 15. Jahrhundert | D-7-64-000-61            | Bürgerhaus                                                                                            |
| Herrenstraße 15 (Standort)                                                       | Landratsamt, ehemalige Stadtkanzlei                                                                                            | Zweiflügelanlage, wohl um 1582 über älterem Kern errichtet, erneuert Im Westflügel ehemalige Margaretenkapelle; mit Ausstattung | D-7-64-000-62            | Landratsamt, ehemalige Stadtkanzlei                                                                   |
| Herrenstraße 16 (Standort)                                                       | Bürgerhaus | Dreigeschossiges Giebelhaus des 16./17. Jahrhunderts; Rückgebäude zur Unteren Bachgasse, dreigeschossig mit barocker Tür und liegenden Ovalfenstern im Erdgeschoss, drittes Obergeschoss über profiliertem Gesims vorkragend, 16./17. Jahrhundert | D-7-64-000-63            | Bürgerhaus                                                                                            |
| Herrenstraße 18 (Standort)                                                       | Bürgerhaus | Dreigeschossiges Giebelhaus des 16./17. Jahrhunderts | D-7-64-000-64            | Bürgerhaus                                                                                            |
| Herrenstraße 22 (Standort)                                                       | Rückgebäude | Traufseithaus, dreigeschossig, 17. Jahrhundert, Arkade im Hof | D-7-64-000-65            | Rückgebäude                                                                                           |
| Hinter dem Salzstadel 11 (Standort)                                              | Traufseitenhaus | Mit Mansarddach, 18. Jahrhundert | D-7-64-000-67            | Traufseitenhaus                                                                                       |
| Hintere Gerbergasse 13 (Standort)                                                | Wohnhaus und Werkstatt | Giebelbau mit neugotischen Stilelementen, im Kern Ende 17. Jahrhundert, Fassade um 1870 | D-7-64-000-68            | weitere Bilder                                                                                        |
| Hirschgasse 1 (Standort)                                                         | Ehemaliges Roggenburger Haus                                                                                                   | Eckhaus mit Satteldach und Erker, 1551 errichtet, 1803 erneuert | D-7-64-000-69            | Ehemaliges Roggenburger Haus                                                                          |
| Hirschgasse 5 (Standort)                                                         | Giebelhaus | Mit Mansarddach und profilierten Gesimsen, im Kern wohl 17./18. Jahrhundert | D-7-64-000-70            | Giebelhaus                                                                                            |
| Hirschgasse 7 (Standort)                                                         | Gasthaus Engel | Traufseitbau, im Kern wohl 17./18. Jahrhundert, Fassade Ende 19. Jahrhundert | D-7-64-000-71            | Gasthaus Engel                                                                                        |
| Hofgasse 1 (Standort)                                                            | Giebelhaus | Mit gestaffelter Fassade und Fachwerk in Obergeschoss und Giebel, wohl 16. Jahrhundert | D-7-64-000-72            | Giebelhaus                                                                                            |
| Hofgasse 6 (Standort)                                                            | Ehemaliges Pfründehaus | Schmaler, zweigeschossiger Eckbau, mit seitlichem Kielbogenfries, im Kern wohl noch 15. Jahrhundert | D-7-64-000-73            | Ehemaliges Pfründehaus                                                                                |
| Kaisergraben 30 (Standort)                                                       | Gartenpavillon | Mitte 19. Jahrhundert | D-7-64-000-24            | Gartenpavillon                                                                                        |
| Kaisergraben 40 (Standort)                                                       | Villa | Neubarocker Mansarddachbau, mit geschwungenem Mittelrisalit, um 1900/05; Garteneinfriedung mit schmiedeeisernem Gittertor, gleichzeitig | D-7-64-000-75            | BW |
| Kalchstraße 6 (Standort)                                                         | Ehemaliges Fugger-Booser-Haus                                                                                                  | Giebelhaus des 16. Jahrhunderts mit älterem Kern | D-7-64-000-77            | Ehemaliges Fugger-Booser-Haus                                                                         |
| Kalchstraße 7 (Standort)                                                         | Wohn- und Geschäftshaus, auch Haus zum Kleeblatt                                                                               | Dreigeschossiger Giebelbau, im Kern 16./17. Jahrhundert, 1895 umgebaut, 1927 Fassade mit Schweifgiebel gestaltet | D-7-64-000-368           | Wohn- und Geschäftshaus, auch Haus zum Kleeblatt                                                      |
| Kalchstraße 7 (Standort)                                                         | Rückgebäude | Mit Holzgalerien an den Obergeschossen, wohl 18. Jahrhundert | D-7-64-000-368           | BW |
| Kalchstraße 8 (Standort)                                                         | Elefantenapotheke | Dreigeschossiges Eckhaus, um 1560, mit Walmdach und Erker, Veränderungen des 19. Jahrhunderts; im Keller Mauerteile, wohl Rest der Stadtmauer des 12. Jahrhunderts | D-7-64-000-78            | weitere Bilder                                                                                        |
| Kalchstraße 9 (Standort)                                                         | Eckhaus | Dreigeschossig, im Wesentlichen 16. Jahrhundert, über älterem Kern; im Keller Mauerteile, wohl Rest der Stadtbefestigung der Gründungsstadt, im Gebäude bis zur Traufe erhaltener vierseitiger Turm, sogenannter Welfenturm, 12. Jahrhundert | D-7-64-000-79            | weitere Bilder                                                                                        |
| Kalchstraße 11 (Standort)                                                        | Von Saylersches Haus | Eckhaus des 18. Jahrhunderts, dreigeschossig, mit Mansarddach | D-7-64-000-80            | weitere Bilder                                                                                        |
| Kalchstraße 16 (Standort)                                                        | Gasthaus Weißes Roß | Eckhaus des 16./17. Jahrhunderts, über kreuzgewölbtem Keller des 13./14. Jahrhunderts | D-7-64-000-81            | Gasthaus Weißes Roß                                                                                   |
| Kalchstraße 17 (Standort)                                                        | Bürgerhaus | 15. Jahrhundert, dreigeschossiges Giebelhaus, die Obergeschosse vorkragend | D-7-64-000-82            | Bürgerhaus                                                                                            |
| Kalchstraße 19 (Standort)                                                        | Bürgerhaus | 16. Jahrhundert, dreigeschossiges Giebelhaus mit Erker, im Innern kreuzgratgewölbte Räume | D-7-64-000-83            | Bürgerhaus                                                                                            |
| Kalchstraße 21 (Standort)                                                        | Eckhaus | Eckhaus des 16. Jahrhunderts, Giebelseite mit vorkragenden Obergeschossen, mit Riegelfachwerk | D-7-64-000-84            | Eckhaus                                                                                               |
| Kalchstraße 23 (Standort)                                                        | Bürgerhaus | 16./17. Jahrhundert, Giebelbau, Obergeschoss über Rundbogenfries vorkragend; Ausleger, neugotisch | D-7-64-000-85            | Bürgerhaus                                                                                            |
| Kalchstraße 25, 25 a, 25 b (Standort)                                            | Bürgerhaus | Dreigeschossiges Giebelhaus, 16. Jahrhundert | D-7-64-000-86            | weitere Bilder                                                                                        |
| Kalchstraße 26 (Standort)                                                        | Eckhaus | 16. Jahrhundert, dreigeschossig, mit Satteldach, Obergeschoss an der Traufseite stark vorkragend | D-7-64-000-87            | Eckhaus                                                                                               |
| Kalchstraße 27 (Standort)                                                        | Gasthaus zum Schwanen | Dreigeschossiges Giebelhaus des 16./18. Jahrhunderts, Giebel mit korbbogiger Arkadengliederung verblendet, geschweift, wohl 1711 | D-7-64-000-88            | weitere Bilder                                                                                        |
| Kalchstraße 28 (Standort)                                                        | Gasthaus zum Rad | Giebelhaus des 16. Jahrhunderts, das Obergeschoss stark vorkragend | D-7-64-000-89            | Gasthaus zum Rad                                                                                      |
| Kalchstraße 29 (Standort)                                                        | Ehemalige Dreikönigskapelle | 1399 gegründet, 1484 erneuert, Ausbau zum dreigeschossigen Wohnhaus mit Erker (ehemaliges Türmchen der Kapelle) | D-7-64-000-90            | weitere Bilder                                                                                        |
| Kalchstraße 35a, 35b (Standort)                                                  | Wohn- und Geschäftshaus | zweigeschossiger Eckbau, mit rückseitig abgewalmten Satteldach, im Kern 1372 (dendro.dat.), im 17., 18. und 19. Jh. umgebaut. | D-7-64-000-373           | BW |
| Kalchstraße 39 (Standort)                                                        | Gaul in der Wiege | Viergeschossiges Haus, im Kern 15. Jahrhundert, mit Walmdach, Zwerchhaus und Erker, Kreuzrippenwölbungen im Innern, äußere Erscheinung Ende 19. Jahrhundert | D-7-64-000-91            | weitere Bilder                                                                                        |
| Kalchstraße 45 a, 45 b (Standort)                                                | Wohnhaus | Zweigeschossiger Satteldachbau, im Kern 1324 (dendrochronologisch datiert), später verändert | D-7-64-000-477           | Wohnhaus                                                                                              |
| Kalchstraße 47 (Standort)                                                        | Bürgerhaus | Dreigeschossiges Giebelhaus, 18. Jahrhundert, mit klassizistischen Fensterumrahmungen, das Erdgeschoss entkernt | D-7-64-000-324           | Bürgerhaus                                                                                            |
| Kempter Straße 3 (Standort)                                                      | Traufhaus | 17. Jahrhundert, dreigeschossig, mit Krangaupe | D-7-64-000-93            | weitere Bilder                                                                                        |
| Kempter Straße 6 (Standort)                                                      | Wohnhaus | 16. Jahrhundert, dreigeschossiges Giebelhaus | D-7-64-000-95            | Wohnhaus                                                                                              |
| Kempter Straße 8 (Standort)                                                      | Gasthaus zur Tanne | Dreigeschossiges Traufhaus, wohl 17. Jahrhundert | D-7-64-000-96            | Gasthaus zur Tanne                                                                                    |
| Kempter Straße 17 (Standort)                                                     | Wohnhaus | Zweigeschossiger Satteldachbau, im Kern um 1400, später verändert | D-7-64-000-480           | Wohnhaus                                                                                              |
| Kempter Straße 30, 32 (Standort)                                                 | Sogenanntes Knollhaus | Dreigeschossiges Doppelhaus mit Walmdach und risalitgegliederter Fassade, wohl Mitte 18. Jahrhundert | D-7-64-000-98            | weitere Bilder                                                                                        |
| Kempter Straße 31 (Standort)                                                     | Versunkenes Rathaus | Breitgelagerter Schweifgiebelbau mit Quergiebeln, im Kern wohl 17. Jahrhundert, äußere Erscheinung 19. Jahrhundert | D-7-64-000-99            | Versunkenes Rathaus                                                                                   |
| Königsgraben (nördlich der Buxacher Straße) (Standort)                           | Standbild Burkhard Zingg (1396–1470)                                                                                           | Von Johannes Leeb 1862 errichtet | D-7-64-000-103           | Standbild Burkhard Zingg (1396–1470)                                                                  |
| Königsgraben 7 (Standort)                                                        | Villa | Historisierender, zweigeschossiger Ziegelbau mit einseitig abgewalmtem Satteldach, Treppengiebel, Zwerchhaus, Erker und Balkonen, 1888/89 | D-7-64-000-331           | BW |
| Königsgraben 47 (Standort)                                                       | Gartenhaus des 18. Jahrhunderts                                                                                                | Mit Mansarddach | D-7-64-000-105           | Gartenhaus des 18. Jahrhunderts                                                                       |
| Kramerstraße 1 (Standort)                                                        | Miller am Markt | Eckhaus von 1589, mit kreuzgewölbten Arkaden an der Kramerstraße, an der Traufseite Zwerchhaus mit geschwungenem Giebel, erste Hälfte 18. Jahrhundert; im Keller Mauerteile, Rest der Stadtbefestigung des 12. Jahrhunderts | D-7-64-000-109           | Miller am Markt                                                                                       |
| Kramerstraße 2 (Standort)                                                        | Bürgerhaus des 16. Jahrhunderts                                                                                                | Dreiseitig freistehendes Giebelhaus, Obergeschoss auf der Westseite vorkragend | D-7-64-000-110           | Bürgerhaus des 16. Jahrhunderts                                                                       |
| Kramerstraße 3, 5 (Standort)                                                     | Eckhaus des 16. Jahrhunderts                                                                                                   | Mit Straßenlauben; Hoftor mit geschweiftem Gebälk, 18. Jahrhundert | D-7-64-000-111           | Eckhaus des 16. Jahrhunderts                                                                          |
| Kramerstraße 4, 6 (Standort)                                                     | Trauhaus des 16./17. Jahrhunderts                                                                                              | Dreigeschossig mit Zwerchgiebel | D-7-64-000-112           | Trauhaus des 16./17. Jahrhunderts                                                                     |
| Kramerstraße 11 (Standort)                                                       | Hartliebhaus | Dreigeschossiges Wohnhaus mit Mansarddach, zweites Viertel 18. Jahrhundert | D-7-64-000-113           | Hartliebhaus                                                                                          |
| Kramerstraße 13 (Standort)                                                       | Wohnhaus | Dreigeschossiger, giebelständiger Satteldachbau mit Giebelgesimsen und stehenden Schleppdachgaupen, 16./17. Jahrhundert | D-7-64-000-114           | weitere Bilder                                                                                        |
| Kramerstraße 14 (Standort)                                                       | Giebelhaus | Im Kern wohl 16. Jahrhundert, stark vorkragendes Obergeschoss | D-7-64-000-115           | Giebelhaus                                                                                            |
| Kramerstraße 15 (Standort)                                                       | Ehemaliges Laminitsches Haus                                                                                                   | Dreigeschossiges Eckhaus mit Satteldach, 1789 errichtet | D-7-64-000-116           | Ehemaliges Laminitsches Haus                                                                          |
| Kramerstraße 16 (Standort)                                                       | Haus zum Widder | Dreigeschossiges Giebelhaus, im Kern wohl 15./16. Jahrhundert | D-7-64-000-117           | Haus zum Widder                                                                                       |
| Kramerstraße 17 (Standort)                                                       | Giebelhaus | Wohnhaus des späten 18. Jahrhunderts, dreigeschossiges Giebelhaus mit Volutengiebel | D-7-64-000-118           | Giebelhaus                                                                                            |
| Kramerstraße 18 (Standort)                                                       | Ehemaliger Gasthof zum Weißen Ochsen                                                                                           | Stattlicher viergeschossiger Eckbau mit hohem Satteldach, wohl 17. Jahrhundert | D-7-64-000-391           | Ehemaliger Gasthof zum Weißen Ochsen                                                                  |
| Kramerstraße 29 (Standort)                                                       | Giebelhaus | Wohnhaus des 18. Jahrhunderts, viergeschossiges Giebelhaus mit zwei vorspringenden Achsen, geschweifte Volutengiebel | D-7-64-000-119           | Giebelhaus                                                                                            |
| Kramerstraße 33 (Standort)                                                       | Apotheke zum Einhorn, Wohn- und Geschäftshaus                                                                                  | Im Wesentlichen 16./17. Jahrhundert, dreigeschossiger Giebelbau mit Fassadengestaltung des 19. Jahrhunderts | D-7-64-000-120           | weitere Bilder                                                                                        |
| Kramerstraße 34 1/2 (Standort)                                                   | Rückgebäude, ehemaliges Sommerhaus                                                                                             | Reiche Stuckdecke im ersten Obergeschoss, nach Mitte 18. Jahrhundert | D-7-64-000-121           | BW |
| Kramerstraße 35 (Standort)                                                       | Eckhaus | Von 1785, stattlicher dreigeschossiger Bau mit Mansarddach | D-7-64-000-122           | Eckhaus                                                                                               |
| Kramerstraße 39 (Standort)                                                       | Giebelhaus | Nach Brand 1990 entkernt, die spätklassizistische Gliederung der Fassaden (1869) weitgehend rekonstruiert | D-7-64-000-124           | Giebelhaus                                                                                            |
| Kramerstraße 46 (Standort)                                                       | Kornhausmetzeler | Eckhaus des 15./16. Jahrhunderts, mit stumpfwinklig gebrochener Giebelseite am Schrannenplatz (zum Klösterle hin) | D-7-64-000-125           | Kornhausmetzeler                                                                                      |
| Krautstraße 2, 2 a (Standort)                                                    | Schützsches Haus | Dreigeschossiges Wohnhaus, mit Zwerchhäusern und Erker, im Kern 16. Jahrhundert | D-7-64-000-127           | BW |
| Krautstraße 8 (Standort)                                                         | Eckhaus | An der Traufseite Obergeschoss über Rundbogenfries vorkragend, 16./17. Jahrhundert | D-7-64-000-129           | BW |
| Kreuzstraße 3 (Standort)                                                         | Giebelhaus | Bürgerhaus des 16./17. Jahrhunderts, dreigeschossiges Giebelhaus mit Veränderungen des 18. Jahrhunderts | D-7-64-000-131           | Giebelhaus                                                                                            |
| Kreuzstraße 11 (Standort)                                                        | Wohnhaus | Dreigeschossiger Satteldachbau, im Kern mittelalterlich, 1621 (dendrochronologisch datiert) und 1892 verändert | D-7-64-000-485           | weitere Bilder                                                                                        |
| Künergasse 1 (Standort)                                                          | Wohnhaus des 18. Jahrhunderts                                                                                                  | Mit Mansarddach | D-7-64-000-133           | BW |
| Kuttelgasse 1 (Standort)                                                         | Traufseithaus | Mit vorkragenden Obergeschossen, wohl noch 15. Jahrhundert | D-7-64-000-134           | Traufseithaus                                                                                         |
| Kuttelgasse 2 (Standort)                                                         | Ehemalige Storchenfärbe, Wohn- und Handwerkerhaus des 15./16. Jahrhunderts                                                     | Dreigeschossiges Giebelhaus, zweites Obergeschoss vorkragend | D-7-64-000-135           | Ehemalige Storchenfärbe, Wohn- und Handwerkerhaus des 15./16. Jahrhunderts                            |
| Kuttelgasse 10 (Standort)                                                        | Wohnhaus | Dreigeschossiger Traufseitbau mit vorkragendem zweiten Obergeschoss, Fachwerkkonstruktion im Kern wohl 15./16. Jahrhundert, rückwärtig Laubengang am zweiten Obergeschoss | D-7-64-000-401           | Wohnhaus                                                                                              |
| Kuttelgasse 34 (Standort)                                                        | Wohnhaus | Traufseitbau mit vorspringendem Obergeschoss und Zwerchhaus, im Kern wohl 17. Jahrhundert | D-7-64-000-325           | Wohnhaus                                                                                              |
| Lindauer Straße 1 (Standort)                                                     | Gasthaus zum Goldenen Rößle | Eckhaus, mit geneigtem Satteldach, 16. Jahrhundert, Obergeschoss vorkragend | D-7-64-000-136           | Gasthaus zum Goldenen Rößle                                                                           |
| Lindauer Straße 2 (Standort)                                                     | Eckhaus, Bürgerhaus wohl noch des 15. Jahrhunderts                                                                             | Fachwerk unter Verputz, Obergeschosse teilweise vorkragend | D-7-64-000-137           | Eckhaus, Bürgerhaus wohl noch des 15. Jahrhunderts                                                    |
| Lindauer Straße 4 (Standort)                                                     | Bürgerhaus | Dreigeschossiger Giebelbau, im Kern wohl spätmittelalterlich, mit Schleppdachgaupen | D-7-64-000-138           | Bürgerhaus                                                                                            |
| Lindauer Straße 6 (Standort)                                                     | Handelshaus des 16./17. Jahrhunderts                                                                                           | Dreigeschossiges Giebelhaus, Schleppdachgaupen | D-7-64-000-139           | Handelshaus des 16./17. Jahrhunderts                                                                  |
| Lindauer Straße 11 (Standort)                                                    | Ausleger | Ende 19. Jahrhundert | D-7-64-000-140           | Ausleger                                                                                              |
| Lindauer Straße 22 (Standort)                                                    | Ehemaliges Gasthaus Drei König                                                                                                 | Langgestreckter dreigeschossiger Traufseitbau, im Kern 17. Jahrhundert | D-7-64-000-141           | Ehemaliges Gasthaus Drei König                                                                        |
| Lindauer Straße 28 (Standort)                                                    | Eckhaus | Dreigeschossiger Bau wohl des 16. Jahrhunderts | D-7-64-000-142           | Eckhaus                                                                                               |
| Lindentorstraße 7 (Standort)                                                     | Siebendächerhaus, ehemaliges Gerberhaus                                                                                        | Eckhaus mit drei Holzwerkgeschossen im Satteldach, bezeichnet „1601“, nach Zerstörung 1946/47 unter Erhaltung des alten Holzwerks wiederaufgebaut | D-7-64-000-145           | weitere Bilder                                                                                        |
| Lindentorstraße 10 (Standort)                                                    | Ehemaliges Handwerkerhaus (Weberhaus)                                                                                          | Zweigeschossiger Eckbau mit tiefem Erdgeschoss und Frackdach, im Kern wohl 16./17. Jahrhundert | D-7-64-000-415           | weitere Bilder                                                                                        |
| Marktplatz 1 (Standort)                                                          | Rathaus | Bau von 1589 über Kern des 15. Jahrhunderts, Renaissance-Fassade mit drei Erkertürmen, Stuckdekor von 1765; mit Ausstattung | D-7-64-000-146           | weitere Bilder                                                                                        |
| Marktplatz 2 (Standort)                                                          | Bürgerhaus | 15. Jahrhundert, viergeschossiger schmaler Bau mit Krangaube | D-7-64-000-147           | Bürgerhaus                                                                                            |
| Marktplatz 3 (Standort)                                                          | Traufhaus | 15. Jahrhundert, dreigeschossig, zweites Obergeschoss stark vorkragend | D-7-64-000-148           | Traufhaus                                                                                             |
| Marktplatz 4 (Standort)                                                          | Ehemalige Großzunft | 1718/19 erbaut, Eckhaus mit Risalitgliederungen und Zwerchhäusern | D-7-64-000-149           | weitere Bilder                                                                                        |
| Marktplatz 5 (Standort)                                                          | Zum tiefen Laden | Viergeschossiges Traufhaus, im Kern 12. bis 15. Jahrhundert, Zwerchhaus des 18. Jahrhunderts mit geschwungenem Giebel | D-7-64-000-150           | Zum tiefen Laden                                                                                      |
| Marktplatz 6, Kramerstraße 3 a (Standort)                                        | Gasthaus zum Hirsch | Vorderhaus des sog. Haus zum Hirsch, dreigeschossiger giebelständiger Satteldachbau mit geschweiftem, durch Pilaster und Blendbogen gegliedertem Giebel und Putzgliederung, im Kern um 1586, Veränderungen und Umbauten, 18. Jahrhundert | D-7-64-000-151           | weitere Bilder                                                                                        |
| Marktplatz 7 (Standort)                                                          | Zollerhaus | Dreigeschossiges Eckhaus von 1467, mit Arkaden zur Zangmeisterstraße hin, Fassadengestaltung des 18. Jahrhunderts | D-7-64-000-152           | Zollerhaus                                                                                            |
| Marktplatz 8 a, 8 b, 8 c (Standort)                                              | Eckhaus | Im Kern 15./16. Jahrhundert, mit spätgotischem Giebelfragment Im Erdgeschoss Ecke Zangmeisterstraße die Blaue Saul, blau gestrichene Säule (Wahrzeichen) | D-7-64-000-153           | Eckhaus                                                                                               |
| Marktplatz 9 (Standort)                                                          | Wohnhaus | viergeschossiger Traufseitbau mit Satteldach, 17. Jahrhundert, stark erneuert. | D-7-64-000-154           | Wohnhaus                                                                                              |
| Marktplatz 10 (Standort)                                                         | Mohrenapotheke | Viergeschossiges Traufhaus, im Kern 17. Jahrhundert; Keller spätmittelalterlich | D-7-64-000-155           | Mohrenapotheke                                                                                        |
| Marktplatz 10 (Standort)                                                         | Mohrenapotheke | Rückgebäude mit Laubengang | D-7-64-000-155 zugehörig | BW |
| Marktplatz 12 (Standort)                                                         | Wohn- und Geschäftshaus | Viergeschossiger Traufseitbau mit Mansarddach, Fassadendekor um 1895 | D-7-64-000-156           | Wohn- und Geschäftshaus                                                                               |
| Marktplatz 13 (Standort)                                                         | Steigerhaus | Dreigeschossiges Eckhaus mit Mansarddach und risalitgegliederter Fassade, um 1800, über älterem Kern. | D-7-64-000-157           | Steigerhaus                                                                                           |
| Marktplatz 13 (Standort)                                                         | Treppenturm | Im Hof, 1612, mit Obergeschoss von 1860 | D-7-64-000-157           | BW |
| Marktplatz 13 (Standort)                                                         | Zugehörig Schöllhornsche Kattunfabrik                                                                                          | Erbaut 1797, Zweiflügelanlage mit Rokokofassaden (Rocaillestuck) | D-7-64-000-157           | Zugehörig Schöllhornsche Kattunfabrik                                                                 |
| Marktplatz 14 (Standort)                                                         | Ehemalige Augustinerklosterkirche St. Johann Baptist, jetzt katholische Stadtpfarrkirche St. Johannes                          | Saalkirche in der ehemals dreischiffigen Hallenkirche über spätmittelalterlichem Kern, Chor von 1447; mit Ausstattung | D-7-64-000-158           | Ehemalige Augustinerklosterkirche St. Johann Baptist, jetzt katholische Stadtpfarrkirche St. Johannes |
| Marktplatz 15 (Standort)                                                         | Ehemaliges Augustinerkloster                                                                                                   | Westflügel, Traufhaus mit Erker, 1487 | D-7-64-000-159           | Ehemaliges Augustinerkloster                                                                          |
| Marktplatz 16 (Standort)                                                         | Steuerhaus | Dreigeschossiges Haus zu 17 Achsen, Laubengang nach Süden und Westen und erstes Obergeschoss 1495, zweites Obergeschoss 1708, Fassadenmalerei von 1906 bis 1909 | D-7-64-000-160           | weitere Bilder                                                                                        |
| Martin-Luther-Platz 1 (Standort)                                                 | Ordens- und Spitalgebäude (Antonierhaus)                                                                                       | Vierflügelanlage anstelle der ehemaligen Welfenburg, errichtet ab 14. Jahrhundert, im Wesentlichen 1454–75 und um 1500, bauliche Veränderungen am Nordflügel um 1700 und an allen anderen Flügelbauten in der zweiten Hälfte des 19. Jahrhunderts; im Südflügel Reste der Stadtmauer aus der Befestigung der Gründungsstadt, 12. Jahrhundert | D-7-64-000-161           | weitere Bilder                                                                                        |
| Martin-Luther-Platz 5 (Standort)                                                 | Ehemaliges Pfründhaus | Giebelbau, 1386 gestiftet, im Wesentlichen 16./17. Jahrhundert | D-7-64-000-163           | Ehemaliges Pfründhaus                                                                                 |
| Martin-Luther-Platz 6 (Standort)                                                 | Ehemalige Ordenskirche St. Antonius, evangelisch-lutherische Kinderlehrkirche                                                  | Kernbau Ende 14. Jahrhundert, Chor 1472, südliches Seitenschiff mit Sakristei nach 1472, nördliches Seitenschiff um 1520, westlich Anbau, 17. Jahrhundert; mit Ausstattung | D-7-64-000-164           | weitere Bilder                                                                                        |
| Martin-Luther-Platz 7 (Standort)                                                 | Buxheimer Haus | Breiter Giebelbau, 1551 | D-7-64-000-165           | weitere Bilder                                                                                        |
| Martin-Luther-Platz 8 (Standort)                                                 | Evangelisch-lutherische Stadtpfarrkirche St. Martin                                                                            | Dreischiffige, ehemalige flach gedeckte spätgotische Basilika des 15. Jahrhunderts über vorgotischem Kern (11./12. Jahrhundert), Holzwölbung des Mittelschiffs 1846, Chor von Matthäus Böblinger, 1499, Turm des 14. Jahrhunderts mit oktogonalem Obergeschoss, 1537; mit Ausstattung | D-7-64-000-166           | weitere Bilder                                                                                        |
| Martin-Luther-Platz 15 (Standort)                                                | Mesnerhaus | Giebelhaus, 1386 gestiftet | D-7-64-000-167           | Mesnerhaus                                                                                            |
| Martin-Luther-Platz 17 (Standort)                                                | Eckhaus des 15./16. Jahrhunderts                                                                                               | Dreigeschossig, mit wechselseitig vorkragenden Obergeschossen | D-7-64-000-168           | Eckhaus des 15./16. Jahrhunderts                                                                      |
| Maximilianstraße 1 (Standort)                                                    | Bürgerhaus | Eckhaus, im Kern wohl 15./16. Jahrhundert | D-7-64-000-169           | Bürgerhaus                                                                                            |
| Maximilianstraße 5 (Standort)                                                    | Bürgerhaus | Traufseitbau, zweites Viertel 18. Jahrhundert, Zwerchhaus, Fassade in Rokokogliederung, mit einachsigem seitlichem Anbau | D-7-64-000-170           | weitere Bilder                                                                                        |
| Maximilianstraße 6 (Standort)                                                    | Ehemaliges Manghaus | Dreigeschossiges Eckhaus, 1583 errichtet, Wanddekoration 1948 | D-7-64-000-171           | Ehemaliges Manghaus                                                                                   |
| Oberbrühlstraße 35 (Standort)                                                    | Riedbachgut | Langgestreckter Walmdachbau des 18. Jahrhunderts, nach Norden die zwei mittleren Achsen um eine Achse vorspringend | D-7-64-000-174           | BW |
| Obere Bachgasse 1 (Standort)                                                     | Ehemaliges Bäckerzunfthaus | Giebelhaus mit Gesimsgliederung, im Kern wohl 17. Jahrhundert | D-7-64-000-175           | Ehemaliges Bäckerzunfthaus                                                                            |
| Obere Bachgasse 12 (Standort)                                                    | Gasthaus zum Hasen | Dreigeschossiges Haus mit Mansarddach und geschwungenem Giebel, 1782 von Johann Georg Knoll erbaut | D-7-64-000-176           | weitere Bilder                                                                                        |
| Ottobeurergasse 6, 6 b, 8, 8 a, 8 b (Standort)                                   | Ehemaliges Totenhaus | Dreigeschossige Häusergruppe mit abgewalmtem Satteldach, Krangaupen an der Traufseite, zur Pestzeit 1521 erweitert | D-7-64-000-177           | Ehemaliges Totenhaus                                                                                  |
| Pfaffengasse 8 (Standort)                                                        | Ehemaliges Vereinshaus des evangelisch-lutherischen Handwerkervereins Memmingen                                                | zweigeschossiger, verputzter Massivbau mit Satteldach, Rundbogenöffnungen, Zwerchhaus, gegliederten Giebeln, straßenseitig Blendbogenfries und Beschlagwerkportal, Neorenaissance, von Stadtbaumeister Peter Lang, bezeichnet mit „1896“; zwei Pfeiler der Hofzufahrt | D-7-64-000-426           | BW |
| Pfaffengasse 10 (Standort)                                                       | Wohnhaus | Traufseitiger Satteldachbau, im Kern Ständerbau um 1420, mit späteren Überformungen | D-7-64-000-330           | Wohnhaus                                                                                              |
| Prinzingstraße 2 (Standort)                                                      | Gartenhaus | Mitte 19. Jahrhundert | D-7-64-000-180           | BW |
| Ratzengraben 3 (Standort)                                                        | Eckhaus | Dreigeschossig, mit Fachwerk, 16./17. Jahrhundert | D-7-64-000-181           | Eckhaus                                                                                               |
| Ratzengraben 6 (Standort)                                                        | Turnhalle | Giebelbau mit Rundbogenfenstern, Segmentgiebel, Putzgliederung, um Mitte 19. Jahrhundert | D-7-64-000-182           | Turnhalle                                                                                             |
| Rosengasse 5 (Standort)                                                          | Wohnhaus | Eckhaus, Obergeschoss und Giebel vorkragend, 16. Jahrhundert | D-7-64-000-185           | Wohnhaus                                                                                              |
| Roßmarkt 1 (Standort)                                                            | Furtenbachhaus | Dreigeschossiger Giebelbau, um 1570 errichtet, um 1760 erweitert, Eckhaus mit Erker, Obergeschoss vorkragend | D-7-64-000-188           | weitere Bilder                                                                                        |
| Roßmarkt 4 (Standort)                                                            | Handelshaus | 15./16. Jahrhundert, dreigeschossiger Giebelbau mit vorkragenden Obergeschossen | D-7-64-000-189           | Handelshaus                                                                                           |
| Rotergasse 2 (Standort)                                                          | Roter Haus | Stattliches Giebelhaus mit vorkragendem Obergeschoss über Stichbogen, im Kern spätmittelalterlich, 1606 erneuert; Kapelleneinbau | D-7-64-000-191           | weitere Bilder                                                                                        |
| Rübezahlplatz 1, 2, 3, 3 d, 5, Spitalmühlweg 19 (Standort)                       | Ehemalige SA-Sportschule, 1936–40 Wehrmachtskaserne, ab 1940 Lazarett des Kriegsgefangenenlagers Stalag VII B („Oberes Lager“) | drei locker hakenförmig angeordnete, zweigeschossige und verputzte Massivbauten mit flachen Walmdächern, Spitzgauben und Schleppgaubenbändern, die Obergeschosse blockbauartig holzverschalt, von Hans Wagner, 1933/34, in Teilen stark modernisiert, besonders die heutigen Haushälften Rübezahlplatz 3 d und Spitalmühlweg 19 | D-7-64-000-499           | BW |
| Salzstraße 1, 3, 5, Schmiedplatz 2 a (Standort)                                  | Ehemaliger Großer Salzstadel                                                                                                   | 1470–74 erbaut, langgestreckter Satteldachbau mit großen stichbogigen Einfahrten, 1945 teilweise zerstört und rekonstruiert | D-7-64-000-192           | weitere Bilder                                                                                        |
| Salzstraße 2, 4 (Standort)                                                       | Zum Schwanenmayer | Dreigeschossige Vierflügelanlage an der Ecke zur Rosengasse, im Kern spätmittelalterlich, Erscheinungsbild des Westflügels 18. Jahrhundert | D-7-64-000-193           | Zum Schwanenmayer                                                                                     |
| Schleiferweg 1 1/2 (Standort)                                                    | Wohnhaus | über hohem Kellergeschoss aufgesockelter, eingeschossiger Putzbau mit dreiseitig halb abgewalmtem Kreuzdach, Zwerchhäusern, polygonalem Erker, Sohlbankgesims und holzverkleideten Giebeln, im Reformstil, von Adolph Welker, 1912 | D-7-64-000-501           | BW |
| Schmiedplatz 3, Rosengasse 2 (Standort)                                          | Eckhaus | Wohl noch 15. Jahrhundert, dreigeschossig, zweites Obergeschoss vorkragend | D-7-64-000-198           | Eckhaus                                                                                               |
| Schmiedplatz 4 (Standort)                                                        | Bürgerhaus | Wohl noch 15. Jahrhundert, dreigeschossiges Traufhaus, zweites Obergeschoss vorkragend | D-7-64-000-199           | BW |
| Nähe Schrannenplatz, Theaterplatz 2, 4, 6 (Standort)                             | Augustinerinnenkloster | Kreuzgang der ehemaligen Augustinerinnenklosterkirche St. Elisabeth, bezeichnet „1475“, über älterem Kern | D-7-64-000-217           | BW |
| Schrannenplatz 2 (Standort)                                                      | Weinhaus zum Goldenen Löwen | Dreigeschossiger Giebelbau des 16. Jahrhunderts, dreigeschossiger, durch Gesimse unterteilter Giebel mit Ladeluken | D-7-64-000-200           | Weinhaus zum Goldenen Löwen                                                                           |
| Schweizerberg 6, Fuggergasse 5, Herrenstraße 1, Martin-Luther-Platz 2 (Standort) | Fuggerbau, ehemaliges Filiallagerhaus und Wohnhaus für Jakob Fugger                                                            | 1581–91 errichtet, unregelmäßige, zwei- bis viergeschossige Vierflügelanlage mit Veränderungen um 1800; im Hof Rest der Stadtmauer der Stadtbefestigung Gründungsstadt | D-7-64-000-202 Wikidata  | weitere Bilder                                                                                        |
| Schweizerberg 13 (Standort)                                                      | Dreischweizerhaus | Dreigeschossiges Traufhaus, wohl 17. Jahrhundert | D-7-64-000-203           | weitere Bilder                                                                                        |
| Schwesterstraße 6 (Standort)                                                     | ehemaliger Kornspeicher | zweigeschossiger, giebelständiger und verputzter Massivbau mit Satteldach und Geschossgesimsen, im Kern wohl Mitte 17. Jahrhundert | D-7-64-000-438           | ehemaliger Kornspeicher                                                                               |
| Schwesterstraße 7 (Standort)                                                     | Bürgerhaus | 16. Jahrhundert, viergeschossiger Traufseitbau, zweites und drittes Obergeschoss vorkragend, drittes Obergeschoss und Giebel im Kern wohl Fachwerk | D-7-64-000-204           | Bürgerhaus                                                                                            |
| Schwesterstraße 10 (Standort)                                                    | Zum Paradies | Traufseitiges Bürgerhaus des 16. Jahrhunderts, barocker Umbau um 1700, mit Zwerchhaus und Putzdekor | D-7-64-000-205           | Zum Paradies                                                                                          |
| Schwesterstraße 13 (Standort)                                                    | Traufhaus mit Zwerchhaus | 1733 errichtet; mit Nr. 15 Teil der sogenannten Prinzenkaserne | D-7-64-000-206           | Traufhaus mit Zwerchhaus                                                                              |
| Schwesterstraße 15 (Standort)                                                    | Traufhaus | Errichtet 1738, dreigeschossig mit Zwerchhaus; mit Nr. 13 Teil der sogenannten Prinzenkaserne | D-7-64-000-207           | Traufhaus                                                                                             |
| Spitalgasse 3 (Standort)                                                         | Kapelle im ehemaligen Franziskanerinnenkloster                                                                                 | Im Obergeschoss Kapelle, 15.–17. Jahrhundert; mit Ausstattung | D-7-64-000-209           | weitere Bilder                                                                                        |
| St.-Josefs-Kirchplatz 1 (Standort)                                               | Bismarckschule | Monumentaler Eckbau in zwei Flügeln, Außenbau gotisierend und in Formen der deutschen Renaissance, 1902 | D-7-64-000-194           | weitere Bilder                                                                                        |
| St.-Josefs-Kirchplatz 2 (Standort)                                               | Finanzamt | Dreigeschossiger historisierender Bau mit Volutengiebeln und Erker, 1904 | D-7-64-000-326           | weitere Bilder                                                                                        |
| St.-Josefs-Kirchplatz 5 (Standort)                                               | Katholische Stadtpfarrkirche St. Josef                                                                                         | Neubau von 1927 bis 1929, von Michael Kurz und Thomas Wechs; mit Ausstattung | D-7-64-000-195           | weitere Bilder                                                                                        |
| Städtisches Wasserwerk 2 (Standort)                                              | Fabrikbau mit Maschinenhalle                                                                                                   | Satteldachbau, zweite Hälfte 19. Jahrhundert | D-7-64-000-211           | BW |
| Städtisches Wasserwerk 4 (Standort)                                              | Walmdachbau, ehemals wohl Gartenschlösschen                                                                                    | Dreigeschossiger Walmdachbau, im Kern wohl 16. Jahrhundert, Umbau des 18. Jahrhunderts | D-7-64-000-212           | BW |
| Steinbogenstraße 2 (Standort)                                                    | Ehemaliger Neuer Salzstadel, jetzt Reichshainschule Sonderpädagogisches Förderzentrum                                          | Langgestreckter Walmdachbau, 1711 errichtet, mehrere Umbauten | D-7-64-000-214           | Ehemaliger Neuer Salzstadel, jetzt Reichshainschule Sonderpädagogisches Förderzentrum                 |
| Theaterplatz 2, 4, 6 (Standort)                                                  | Stadttheater, ehemaliger Stadel des Augustinerinnenklosters, 1620 Zeughaus, 1802 Theater                                       | Neubarocker Vorbau, Umgestaltung des Äußeren 1905 | D-7-64-000-219           | weitere Bilder                                                                                        |
| Theaterplatz 2, 4 (Standort)                                                     | Kreuzgang der ehemaligen Augustinerinnenklosterkirche St. Elisabeth                                                            | Bezeichnet „1475“, über älterem Kern | D-7-64-000-217           | BW |
| Theaterplatz 5 (Standort)                                                        | Wohnhaus des 16. Jahrhunderts                                                                                                  | Giebelbau, dreigeschossiger Giebelbau, doppelt geschweifter Giebel, um 1800 | D-7-64-000-218           | Wohnhaus des 16. Jahrhunderts                                                                         |
| Ulmer Straße 7 (Standort)                                                        | Gasthof zum Schwarzen Ochsen                                                                                                   | Dreigeschossiger Neurenaissancebau mit Eckrisalit, nördlich und südlich Torbögen in historisierenden Formen, um 1900 | D-7-64-000-221           | Gasthof zum Schwarzen Ochsen                                                                          |
| Ulmer Straße 9 (Standort)                                                        | Parishaus, ehemaliges von Paris'sches Haus                                                                                     | Dreigeschossiges Eckhaus, bezeichnet „1736“, palaisartiger Bau mit Walmdach und Rokokofassade | D-7-64-000-222           | weitere Bilder                                                                                        |
| Ulmer Straße 11 (Standort)                                                       | Wohnhaus | 16. Jahrhundert, Giebelbau, der dreigeschossige Giebel durch Stichbogenblenden gegliedert | D-7-64-000-223           | Wohnhaus                                                                                              |
| Ulmer Straße 12, 12 b (Standort)                                                 | Traufseitenhaus | Mit Halbwalmdach, die Straßenfront erneuert, sonst zu wesentlichen Teilen im Kern noch spätmittelalterlich, 14./15. Jahrhundert (dendrochronologische Datierung 1371) | D-7-64-000-327           | Traufseitenhaus                                                                                       |
| Ulmer Straße 17 (Standort)                                                       | Wetterfahne mit posaunendem Engel                                                                                              | Erste Hälfte 18. Jahrhundert | D-7-64-000-224           | Wetterfahne mit posaunendem Engel                                                                     |
| Ulmer Straße 19 (Standort)                                                       | Grimmelhaus | Viergeschossiger Traufseitbau des 15./16. Jahrhunderts, mit vorkragenden Obergeschossen | D-7-64-000-225           | weitere Bilder                                                                                        |
| Ulmer Straße 24 (Standort)                                                       | Wohnhaus, Ausbau der ehemaligen St.- Jörgen-Kapelle, gestiftet 1465                                                            | 16. Jahrhundert | D-7-64-000-226           | Wohnhaus, Ausbau der ehemaligen St.- Jörgen-Kapelle, gestiftet 1465                                   |
| Ulmer Straße 28 (Standort)                                                       | Giebelhaus | 17. Jahrhundert, schmales dreigeschossiges Wohnhaus, im Kern Fachwerk | D-7-64-000-228           | Giebelhaus                                                                                            |
| Ulmer Straße 30 (Standort)                                                       | Giebelhaus | Mit Gesimsgliederung, im Kern Fachwerk, 17. Jahrhundert | D-7-64-000-230           | Giebelhaus                                                                                            |
| Ulmer Straße 34, 34 1/2, 34 1/3 (Standort)                                       | Ehemaliges Gerberhaus | Langgestreckter Bau bis zum Stadtbach; Wohnhaus des 16. Jahrhunderts, Giebelbau mit stark vorkragendem Obergeschoss; dreigeschossiger Gerberstadel mit offenen Trockenböden, zum Teil Ständerbohlenbau, bezeichnet „1767“ | D-7-64-000-231           | Ehemaliges Gerberhaus                                                                                 |
| Untere Bachgasse 1 (Standort)                                                    | Wohnhaus | Traufhaus, wohl des 15. Jahrhunderts, dreigeschossiges Traufhaus, das zweite Obergeschoss stark vorkragend | D-7-64-000-233           | BW |
| Untere Bachgasse 2 (Standort)                                                    | Weinhaus Weber am Bach, bis 1572 Lateinschule                                                                                  | Eckhaus, im Kern spätmittelalterlich | D-7-64-000-234           | weitere Bilder                                                                                        |
| Untere Bachgasse 9 1/2 (Standort)                                                | Wohnhaus | Dreigeschossiger Traufseitbau mit barocker Tür und liegenden Ovalfenstern im Erdgeschoss, drittes Obergeschoss über profiliertem Gesims vorkragend, 16./17. Jahrhundert | D-7-64-000-476           | Wohnhaus                                                                                              |
| Untere Bachgasse 13 (Standort)                                                   | Traufhaus | 15. Jahrhundert, stattlicher dreigeschossiger Bau, zweites Obergeschoss weit vorkragend | D-7-64-000-235           | Traufhaus                                                                                             |
| Waldfriedhofstraße 2, 4 (Standort)                                               | Waldfriedhof | parkartige Anlage mit bewegten Haupt- und Nebenwegen eingebettet in dichten Baumbestand, nach Plänen von Hans Grässel ab 1914 geplant, 1920 in Betrieb genommen und mehrfach erweitert; Verwaltungsgebäude, zweigeschossiger Walmdachbau in Formen des Heimatstils, mit offener Spitzbogenarkade, gleichzeitig; Aussegnungshalle, stattlicher Rechteckbau mit flachem Satteldach, vorgelegtem offenem Wandelgang mit Flachdach auf Rundstützen und frei stehendem Glockenkampanile als offener Stahlbetonskelettbau, 1958/59 nach Plänen von H. Kiebler; mit Ausstattung | D-7-64-000-496           | weitere Bilder                                                                                        |
| Weberstraße 13 (Standort)                                                        | Ehemaliges Weberhaus | zweigeschossiger, giebelständiger Putzbau mit Satteldach, im Kern wohl spätes 14./frühes 15. Jahrhundert, Einbauten bezeichnet mit "1946" | D-7-64-000-506           | BW |
| Weberstraße 19 (Standort)                                                        | Wohnhaus | Breitgelagerter, zweigeschossiger Satteldachbau, im Kern 1499/1500 (dendrochronologisch datiert), später verändert | D-7-64-000-483           | Wohnhaus                                                                                              |
| Weberstraße 23, 25 (Standort)                                                    | Wohnhaus | Breitgelagerter, zweigeschossiger Satteldachbau, im Kern um 1400, später verändert | D-7-64-000-484           | Wohnhaus                                                                                              |
| Weberstraße 46 a, 46 b (Standort)                                                | Ehemaliges Weberhaus | Giebelbau, Giebel vorkragend, Obergeschoss Fachwerk verputzt, im Kern wohl 18. Jahrhundert | D-7-64-000-241           | BW |
| Weberstraße 48 a, 48 b (Standort)                                                | Ehemaliges Weberhaus | Traufseitiges Doppelhaus, Fachwerk verputzt, wohl Anfang 19. Jahrhundert | D-7-64-000-242           | BW |
| Weberstraße 54 (Standort)                                                        | Ehemaliges Frauenhaus | Zwei- und dreigeschossiges Eckhaus, erstes Obergeschoss über Stichbogenkonsolen vorkragend, im Kern Fachwerk, 16. Jahrhundert | D-7-64-000-243           | weitere Bilder                                                                                        |
| Weinmarkt 2 (Standort)                                                           | Ehemaliges Weberzunfthaus | Dreigeschossiges Eckhaus des 15. Jahrhunderts, mit Zierfachwerk von 1590 | D-7-64-000-244           | weitere Bilder                                                                                        |
| Weinmarkt 3 (Standort)                                                           | Ehemaliges Zimmerleutzunfthaus                                                                                                 | Dreigeschossiger Giebelbau, wohl 15. Jahrhundert, zweites Obergeschoss vorkragend | D-7-64-000-245           | Ehemaliges Zimmerleutzunfthaus                                                                        |
| Weinmarkt 6, 8 (Standort)                                                        | Weinhaus Knöringer, im Kern Zunfthaus der Merzler                                                                              | Zwei neubarocke Giebelbauten, wohl 1906, 1454; Ausleger von 1910 | D-7-64-000-246           | weitere Bilder                                                                                        |
| Weinmarkt 7, 11 (Standort)                                                       | Bürgerhaus | Zweigeschossiges, traufseitiges Doppelhaus mit steilem Satteldach, profiliertem Gesims und Zwerchgiebeln, 17. Jahrhundert, Anfang 19. Jahrhundert, überarbeitet | D-7-64-000-247           | Bürgerhaus                                                                                            |
| Weinmarkt 14 (Standort)                                                          | Eichhaus | Satteldachbau, 1559 errichtet. | D-7-64-000-250           | weitere Bilder                                                                                        |
| Weinmarkt 15, Kreuzstraße 10 (Standort)                                          | Ehemaliges Kramerzunfthaus | Im Kern 15. Jahrhundert, freistehendes, dreigeschossiges Satteldachhaus mit Blendgliederung und Arkaden an der Westseite; mit Kreuzstraße 10 | D-7-64-000-251           | weitere Bilder                                                                                        |
| Zangmeisterstraße 1 (Standort)                                                   | Wohn- und Geschäftshaus | Viergeschossiger Traufseitbau mit Arkade, Krangaube und Laubengang, 16./17. Jahrhundert | D-7-64-000-465           | Wohn- und Geschäftshaus                                                                               |
| Zangmeisterstraße 2 (Standort)                                                   | Bürgerhaus | Dreigeschossiges Traufhaus, im Kern spätmittelalterlich, Veränderungen des 17. Jahrhunderts, Feuergiebel gegen Osten, 15. Jahrhundert, Obergeschosse über Rundbogenfries vorkragend. | D-7-64-000-253           | Bürgerhaus                                                                                            |
| Zangmeisterstraße 3 (Standort)                                                   | Bürgerhaus | Viergeschossiges Traufhaus, wohl 17. Jahrhundert, Zwerchhaus und Laubengang | D-7-64-000-254           | Bürgerhaus                                                                                            |
| Zangmeisterstraße 4 (Standort)                                                   | Bürgerhaus | Traufseitbau, 16./17. Jahrhundert | D-7-64-000-255           | Bürgerhaus                                                                                            |
| Zangmeisterstraße 5 (Standort)                                                   | Bürgerhaus | Viergeschossiges Traufhaus des 16./17. Jahrhunderts, mit Straßenlauben | D-7-64-000-256           | Bürgerhaus                                                                                            |
| Zangmeisterstraße 6 a, 6 b, 6 c (Standort)                                       | Ehemaliges Schmiedezunfthaus                                                                                                   | Dreigeschossiges Traufhaus, wohl 17. Jahrhundert, vorkragende Obergeschosse mit breiten Stichbogen | D-7-64-000-257           | Ehemaliges Schmiedezunfthaus                                                                          |
| Zangmeisterstraße 7 (Standort)                                                   | Eckhaus | Wohl 16. Jahrhundert, stark vorkragendes erstes Obergeschoss, Kreuzgewölbe im Erdgeschoss | D-7-64-000-258           | Eckhaus                                                                                               |
| Zangmeisterstraße 8 (Standort)                                                   | Hermansbau, Palais, jetzt Städtisches Museum                                                                                   | 1766, dreigeschossige Vierflügelanlage mit Mansarddächern, Süd- und Westflügel mit Mezzaningeschoß und Fassaden mit flachen Risalitgliederungen; jenseits der Hermansgasse zugehöriger, ummauerter Garten mit Mansarddachpavillon | D-7-64-000-259           | weitere Bilder                                                                                        |
| Zangmeisterstraße 10 (Standort)                                                  | Ehemaliger Junkerhof des Stadtpalais Herman                                                                                    | Mansarddachbau mit Rokokofassaden, 1752 errichtet | D-7-64-000-261           | Ehemaliger Junkerhof des Stadtpalais Herman                                                           |
| Zangmeisterstraße 11 (Standort)                                                  | Bürgerhaus | Dreigeschossiger Giebelbau, wohl 16. Jahrhundert | D-7-64-000-262           | Bürgerhaus                                                                                            |
| Zangmeisterstraße 13 (Standort)                                                  | Traufhaus | 16./17. Jahrhundert, stehende Schleppdachgaupen | D-7-64-000-264           | Traufhaus                                                                                             |
| Zangmeisterstraße 16 (Standort)                                                  | Bürgerhaus | Giebelhaus, wohl 16. Jahrhundert, mit vorkragendem Obergeschoss über Rundbogenfries | D-7-64-000-265           | Bürgerhaus                                                                                            |
| Zangmeisterstraße 24 (Standort)                                                  | Bessererhaus | Patrizierhaus des 15./16. Jahrhunderts, dreigeschossiges Giebelhaus, Rückgebäude mit Erker, von Conrad Hölderlin 1609 erbaut | D-7-64-000-266           | Bessererhaus                                                                                          |
| Zangmeisterstraße 26 (Standort)                                                  | Färberhaus | Fünfgeschossiger, traufseitiger Bau, wohl 15. Jahrhundert | D-7-64-000-267           | Färberhaus                                                                                            |
| Zangmeisterstraße 26 (Standort)                                                  | Rückgebäude | Erdgeschossiger Bau mit Mansardgiebeldach, 17. Jahrhundert | D-7-64-000-267 zugehörig | BW |
| Zangmeisterstraße 26, Nähe Pfaffengasse 16 (Standort)                            | Wirtschaftsgebäude | Erdgeschossig mit flachem Satteldach und Fachwerk, 17. Jahrhundert | D-7-64-000-267 zugehörig | BW |
| Zollergraben 17 (Standort)                                                       | Wohnhaus | Eckhaus, villenartiger Eckbau mit Rundturm und Giebelrisaliten in Formen der Renaissance und des Landhausstils, Backstein- und Hausteingliederung, 1901 | D-7-64-000-272           | BW |
| Zwinggasse 2 (Standort)                                                          | Traufseithaus | Dreigeschossig, 16./17. Jahrhundert, Obergeschoss über Korbbogenfries auf Konsolen vorkragend | D-7-64-000-273           | Traufseithaus                                                                                         |
| Zwinggasse 3, 5 (Standort)                                                       | Traufseithaus | 16. Jahrhundert, Obergeschoss vorkragend; ehemalige Stadtbefestigung der Gründungsstadt, im Haus weitläufige Kelleranlagen mit Kreuzgewölbe, wohl 12. Jahrhundert | D-7-64-000-274           | BW |
| Zwinggasse 3, 5 (Standort)                                                       | Ehemalige Schöllhornsche Kattunfabrik                                                                                          | Viergeschossige Zweiflügelanlage mit Walmdach und Rokokofassaden mit Rocaillestuck, 1797 | D-7-64-000-475           | BW |

### Amendingen
| Lage                                                           | Objekt                             | Beschreibung | Akten-Nr.               | Bild                          |
| -------------------------------------------------------------- | ---------------------------------- | --- | ----------------------- | ----------------------------- |
| Einödweg (zwischen Zehenderweg und Wildeggerstraße) (Standort) | Feldkapelle                        | 18. Jahrhundert; mit Ausstattung | D-7-64-000-276          | Feldkapelle                   |
| Kapellenweg (Standort)                                         | Ottilienkapelle                    | Kleiner, spitztonnengewölbter Bau des 15. Jahrhunderts | D-7-64-000-277          | weitere Bilder                |
| Kapellenweg (Standort)                                         | Wegkreuz des 18. Jahrhunderts      | Schmiedeeisern, mit Rocailleornament; vor der Ottilienkapelle | D-7-64-000-278          | Wegkreuz des 18. Jahrhunderts |
| Kirchensteige 1 (Standort)                                     | Katholische Pfarrkirche St. Ulrich | Saalkirche mit halbrund geschlossenem Chor, 1755 geweiht, einheitliche Ausstattung des 18. Jahrhunderts; mit Ausstattung                                               | D-7-64-000-279          | weitere Bilder                |
| Madlenerstraße 9 (Standort)                                    | Wohnhaus                           | über hohem Sockel eingeschossiger Massivbau mit Mansarddach mit Halbwalm und Zwerchhaus, 1912; ehemals Wohnhaus des Illustrators und Malers Josef Madlener (1881–1967) | D-7-64-000-488          | BW                            |
| Spitalstraße 1, 3, 5, 7 (Standort)                             | Ehemaliges Armenhaus               | Dreigeschossiger Satteldachbau, Obergeschoss Fachwerk, 17. Jahrhundert                                                                                                 | D-7-64-000-280          | Ehemaliges Armenhaus          |
| Untere Straße 15 (Standort)                                    | Schlössle                          | Walmdachbau mit flacher Risalitgliederung, um 1730/40 | D-7-64-000-281 Wikidata | weitere Bilder                |
| Untere Straße 19 (Standort)                                    | Gasthof zum Adler                  | Satteldachbau des 18. Jahrhunderts | D-7-64-000-282          | Gasthof zum Adler             |
| Untere Straße 48 (Standort)                                    | Fabrikantenvilla                   | Mit Mansardhalbwalmdach und Balkonportikus, 1922 | D-7-64-000-328          | Fabrikantenvilla              |

### Buxach
| Lage                     | Objekt                                                    | Beschreibung | Akten-Nr.                | Bild                                                      |
| ------------------------ | --------------------------------------------------------- | --- | ------------------------ | --------------------------------------------------------- |
| Kirchstraße (Standort)   | Evangelisch-lutherische Pfarrkirche Heilige Dreieinigkeit | Saalkirche zu vier Achsen, quadratischer Turm mit oktogonalem Obergeschoss, 1710 geweiht, Baumeister wohl Wilhelm Knoll; mit Ausstattung | D-7-64-000-287           | Evangelisch-lutherische Pfarrkirche Heilige Dreieinigkeit |
| Kirchstraße (Standort)   | Friedhofstor                                              | 1684 errichtet | D-7-64-000-287 zugehörig | Friedhofstor                                              |
| Kirchstraße (Standort)   | Brücke über die Buxach                                    | 1768; am Fuß des Kirchberges | D-7-64-000-288           | Brücke über die Buxach                                    |
| Oberbuxach 13 (Standort) | Bauernhaus                                                | Mittertennbau, mit Gesimsgliederung am Giebel, nach erneuerter Inschrift wohl 1768                                                       | D-7-64-000-289           | Bauernhaus                                                |

### Buxachermühle
| Lage                           | Objekt         | Beschreibung                                                              | Akten-Nr.      | Bild           |
| ------------------------------ | -------------- | ------------------------------------------------------------------------- | -------------- | -------------- |
| Buxacher Mühlweg 10 (Standort) | Buxacher Mühle | Wohnhaus mit Mühle, wohl 18. Jahrhundert; Wirtschaftsgebäude gleichzeitig | D-7-64-000-286 | Buxacher Mühle |

### Dickenreishausen
| Lage                                 | Objekt                                         | Beschreibung                                                                                         | Akten-Nr.      | Bild                  |
| ------------------------------------ | ---------------------------------------------- | --- | -------------- | --------------------- |
| Dickenreishauser Stadtweg (Standort) | Brücke über die Buxach                         | Einbogig in Ziegelmauerwerk, um 1760/80                                                              | D-7-64-000-291 | BW                    |
| Oberdorfstraße 20 (Standort)         | Evangelisch-lutherische Pfarrkirche St. Agatha | Saalkirche mit eingezogenem Chor, Turm und Chor wohl 15. Jahrhundert, Langhaus 1752; mit Ausstattung | D-7-64-000-292 | weitere Bilder        |
| Oberdorfstraße 23 (Standort)         | Mesnerhaus                                     | Satteldachbau von 1764                                                                               | D-7-64-000-293 | Mesnerhaus            |
| Oberdorfstraße 24, 30 (Standort)     | Ehemaliges Hirtenhaus                          | Mit Flachsatteldach, 17./18. Jahrhundert                                                             | D-7-64-000-294 | Ehemaliges Hirtenhaus |

### Eisenburg
| Lage                             | Objekt                                 | Beschreibung | Akten-Nr.      | Bild           |
| -------------------------------- | -------------------------------------- | --- | -------------- | -------------- |
| Schloßweg 1 (Standort)           | Schloss der Ritter von Eisenburg       | Bis 1803; Zweiflügelanlage mit Walmdächern, im Kern spätmittelalterlich, im Wesentlichen Bau des 17. Jahrhunderts, spätere Veränderungen, Rekonstruktion 1927 | D-7-64-000-296 | weitere Bilder |
| Trunkelsberger Straße (Standort) | Katholische Kapelle St. Johann Nepomuk | Nach 1747, mit Ausstattung | D-7-64-000-297 | weitere Bilder |

### Ferthofen
| Lage                                | Objekt                                | Beschreibung | Akten-Nr.      | Bild                                  |
| ----------------------------------- | ------------------------------------- | --- | -------------- | ------------------------------------- |
| Ferthofer Hauptstraße (Standort)    | Hl. Johannes von Nepomuk              | Sandsteinfigur, Anfang 18. Jahrhundert, an der Brücke                                                                                    | D-7-64-000-299 | Hl. Johannes von Nepomuk              |
| Ferthofer Hauptstraße 8 (Standort)  | Katholische Filialkirche St. Antonius | Im Giebel der Vorhalle Kreuzigungsrelief, 16. Jahrhundert                                                                                | D-7-64-000-300 | Katholische Filialkirche St. Antonius |
| Ferthofer Hauptstraße 9 (Standort)  | Gasthaus zum Rößle                    | Satteldachbau, wohl 17. Jahrhundert | D-7-64-000-301 | Gasthaus zum Rößle                    |
| Ferthofer Hauptstraße 11 (Standort) | Ehemaliges Brückenzollhaus            | Walmdachbau, um 1806 | D-7-64-000-302 | Ehemaliges Brückenzollhaus            |
| Mitterwald ()                       | Bildstock                             | gefaster Pfeiler auf quaderförmigem Sockel, Aufsatz mit Relief des heiligen Georg, für Ernst Schroter, Naturstein, bezeichnet mit "1926" | D-7-64-000-509 |                                       |

### Grünenfurt
| Lage                    | Objekt             | Beschreibung | Akten-Nr.      | Bild           |
| ----------------------- | ------------------ | --- | -------------- | -------------- |
| Grünenfurt 1 (Standort) | Schloss Grünenfurt | Dreigeschossiger, stattlicher Rokoko-Bau mit Mansarddach, 1737/38 erbaut; Gartenmauer, südlich vor dem Schloss; zwei Stallgebäude mit Walmdächern und Krangaupen; Wirtschaftsbau, im Kern 16./17. Jahrhundert; Holzpavillon im Garten, mit geschwungenem Dach, wohl noch 18. Jahrhundert, ummauerter Park in englischem Stil | D-7-64-000-304 | weitere Bilder |

### Hart
| Lage               | Objekt      | Beschreibung                                                    | Akten-Nr.      | Bild        |
| ------------------ | ----------- | --------------------------------------------------------------- | -------------- | ----------- |
| Hart 50 (Standort) | Zehntstadel | Zehntstadel, eingeschossiger Satteldachbau des 18. Jahrhunderts | D-7-64-000-307 | Zehntstadel |
| Hart 45 (Standort) | Kornkasten  | Stadel mit Kornkasten, Ständerbohlenbau, bezeichnet 1685        | D-7-64-000-306 | Kornkasten  |

### Hitzenhofen
| Lage                     | Objekt | Beschreibung                    | Akten-Nr.      | Bild   |
| ------------------------ | ------ | ------------------------------- | -------------- | ------ |
| Hitzenhofen 7 (Standort) | Stadel | Fachwerkstadel, bezeichnet 1827 | D-7-64-000-308 | Stadel |

### Illerfeld
| Lage                   | Objekt            | Beschreibung | Akten-Nr.      | Bild           |
| ---------------------- | ----------------- | --- | -------------- | -------------- |
| Illerfeld 1 (Standort) | Schloss Illerfeld | Walmdachbau mit zwei erdgeschossigen Seitenflügeln, 1784 für den Memminger Patrizier Sigmund von Lupin errichtet, die Flügel 1820/30 erweitert; mit Ausstattung; Wirtschaftsgebäude mit Walmdach; Stadel mit Walmdach; Gartentor mit Wappenstein; Park, Parkdenkmäler, Tulpenbaumallee, 1825 ausgebaut; Denkmal, Kopie nach antikem Denkmal (Antonius Lupus), 250 m südlich des Schlosses; vierseitiger Obelisk, ca. 800 m südlich des Schlosses | D-7-64-000-309 | weitere Bilder |

### Spitalmühle
| Lage                              | Objekt      | Beschreibung                                                                                             | Akten-Nr.      | Bild        |
| --------------------------------- | ----------- | --- | -------------- | ----------- |
| Spittelmüllerstraße 12 (Standort) | Spitalmühle | Satteldachbau, 1498 errichtet, 1923 erneuert; zugehöriger Stadel 1931 wiederaufgebaut, ursprünglich 1533 | D-7-64-000-290 | Spitalmühle |

### Steinheim
| Lage                              | Objekt                                         | Beschreibung                                                                        | Akten-Nr.      | Bild                   |
| --------------------------------- | ---------------------------------------------- | ----------------------------------------------------------------------------------- | -------------- | ---------------------- |
| Eglseer Straße 2 a ()             | Ehemaliges Austragshaus                        | Zweigeschossiger Satteldachbau mit Gesimsgliederung, bezeichnet „1737“              | D-7-64-000-487 |                        |
| Eglseer Straße 3 (Standort)       | Ehemaliger Zehntstadel                         | Satteldachbau, bezeichnet „1751“                                                    | D-7-64-000-310 | Ehemaliger Zehntstadel |
| Heimertinger Straße 18 (Standort) | Bauernhaus                                     | Zweigeschossiger Walmdachbau, 1766 errichtet, später verändert                      | D-7-64-000-486 | BW                     |
| Heimertinger Straße 26 (Standort) | Ausleger                                       | Frühes 18. Jahrhundert                                                              | D-7-64-000-312 | BW                     |
| Heimertinger Straße 38 (Standort) | Bauernhaus                                     | Mittertennbau des 18. Jahrhunderts                                                  |                | BW                     |
| Heimertinger Straße 43 (Standort) | Dorfschmiede                                   | Satteldachbau mit stichbogigen Einfahrten, bezeichnet „1737,“ 1764 hierher versetzt | D-7-64-000-314 | BW                     |
| Unterer Kirchweg 2 (Standort)     | Evangelisch-lutherische Pfarrkirche St. Martin | Turm nachmittelalterlich, Langhausneubau 1764 von Heinrich Steiner; mit Ausstattung | D-7-64-000-315 | weitere Bilder         |

### Straßbauer
| Lage                         | Objekt                               | Beschreibung | Akten-Nr.      | Bild                                 |
| ---------------------------- | ------------------------------------ | --- | -------------- | ------------------------------------ |
| Bodenseestraße 68 (Standort) | Ehemaliger Spitalhof oder Straßbauer | Mittertennbau, erneuert, im Kern wohl nachmittelalterlich; zugehörig Kornkasten, eingeschossiger Ständerbohlenbau, bezeichnet 1716 | D-7-64-000-285 | Ehemaliger Spitalhof oder Straßbauer |

### Volkratshofen
| Lage                     | Objekt                                          | Beschreibung                                                                                       | Akten-Nr.      | Bild                                            |
| ------------------------ | ----------------------------------------------- | -------------------------------------------------------------------------------------------------- | -------------- | ----------------------------------------------- |
| Im Oberdorf 4 (Standort) | Gasthaus                                        | Satteldachbau mit dreigeschossigem Giebel, 1625; erdgeschossiger Wirtschaftsbau, gleichzeitig      | D-7-64-000-317 | Gasthaus                                        |
| Im Oberdorf 8 (Standort) | Evangelisch-lutherische Pfarrkirche St. Stephan | Chor und Turm im Kern spätmittelalterlich, Langhaus 1817 von Johann Jodokus Knoll; mit Ausstattung | D-7-64-000-318 | Evangelisch-lutherische Pfarrkirche St. Stephan |

## Ehemalige Baudenkmäler
In diesem Abschnitt sind Objekte aufgeführt, die früher einmal in der Denkmalliste eingetragen waren, jetzt aber nicht mehr. Objekte, die in anderem Zusammenhang – also z. B. als Teil eines Baudenkmals – weiter eingetragen sind, sollen hier nicht aufgeführt werden. Aktennummern in diesem Abschnitt sind ehemalige, jetzt nicht mehr gültige Aktennummern.

| Lage | Objekt                                        | Beschreibung | Akten-Nr.      | Bild                                          |
| --- | --------------------------------------------- | --- | -------------- | --------------------------------------------- |
| Memmingen Benninger Straße (ca. 100 m nördlich der Riedmühle an der Straße Ottobeuren-Memmingen) (Standort) | Sandsteinpfeiler                              | mit Wappen, bezeichnet mit „1717“ | D-7-78-118-1   | Sandsteinpfeiler                              |
| Memmingen Kaisergraben (Standort)                                                                           | Parkanlage                                    | Ehemaliger Stadtgraben der Befestigung der Oberstadt, 14./15. Jahrhundert, an der West- und Südflanke der Ummauerung vom Soldatenturm bis zur Höhe der Zellerbachstraße auf etwa 150 m Länge erhalten | D-7-64-000-76  | BW                                            |
| Memmingen Kasernengässele 1 (Standort)                                                                      | Satteldachhaus                                | Wohnhaus des 18. Jahrhunderts, dreigeschossiges Satteldachhaus, Westfassade mit geschweiftem Giebel; 2008 aus der Denkmalliste ausgetragen                                                            |                | BW                                            |
| Memmingen Kempter Straße 5 (Standort)                                                                       | Wohnhaus                                      | 16. Jahrhundert, mit vorkragendem Giebel | D-7-64-000-94  | Wohnhaus                                      |
| Memmingen Kempter Straße 18 (Standort)                                                                      | Wohnhaus                                      | Zweigeschossiger Satteldachbau, im Kern 1371/72 (dendrologisch datiert), später verändert. Durch eingreifenden Umbau weitgehend zerstört.                                                             | D-7-64-000-481 | Wohnhaus                                      |
| Memmingen Kramerstraße 12 (Standort)                                                                        | Giebelhaus                                    | verputztes Fachwerk, 16. Jahrhundert; 2006 aus der Denkmalliste ausgetragen, Abbruchgenehmigung April 2015                                                                                            |                | BW                                            |
| Memmingen Kramerstraße 37 (Standort)                                                                        | Giebelbau                                     | Wohnhaus des 16./17. Jahrhunderts, dreigeschossiger Giebelbau |                | BW                                            |
| Memmingen Obere Bachgasse 6 (Standort)                                                                      | Dinkelmelmeyerhaus                            | Zweigeschossiges Giebelhaus zu fünf Achsen. Außenbau Mitte 18. Jh., Kern vermutlich älter. Schweifgiebel. Im Inneren Stuckdecke mit Rahmen und Muschelwerk.                                           |                | BW                                            |
| Memmingen Schießstattstraße 10 (Standort)                                                                   | Schlichtes Gartenhaus                         | Mitte 19. Jahrhunderts | D-7-64-000-197 | BW                                            |
| Memmingen Städtisches Wasserwerk 1 (Standort)                                                               | Gartenhaus                                    | Kleiner Walmdachbau, 18. Jahrhundert | D-7-64-000-210 | BW                                            |
| Memmingen Theaterplatz 11 (Standort)                                                                        | Giebelbaus                                    | (Vorderhaus) angebautes Wohnhaus des 17. Jahrhunderts, dreigeschossiger Giebelbau in unverputztem Fachwerk, Holzgalerie, modern bezeichnet 1665, erneuert; 2006 aus der Denkmalliste ausgetragen      |                | BW                                            |
| Memmingen Untere Bleiche 10, 10 a (Standort)                                                                | Untere Bleiche                                | breit gelagerter zweigeschossiger Walmdachbau, Anfang 19. Jahrhundert, modern verändert; 2014 aus der Denkmalliste ausgetragen                                                                        | D-7-64-000-236 | BW                                            |
| Memmingen Waldhornstraße 6 (Standort)                                                                       | Bürgerhaus                                    | 16./17. Jahrhundert, dreigeschossiger Giebelbau mit profilierten Gesimsen | D-7-64-000-237 | Bürgerhaus                                    |
| Memmingen Weberstraße 22, 24 (Standort)                                                                     | Weberhaus                                     | giebelständiges Doppelhaus, zum Teil Fachwerk verputzt, im Kern wohl 18. Jahrhundert; Anbau neu; 2000 aus der Denkmalliste ausgetragen                                                                |                | BW                                            |
| Memmingen Weberstraße 38 (Standort)                                                                         | Giebelhaus                                    | dreigeschossig, Mitte 18. Jahrhundert; 2006 aus der Denkmalliste ausgetragen |                | BW                                            |
| Memmingen Weinmarkt 10 (Standort)                                                                           | Gasthaus Schiff                               | dreigeschossiger Giebelbau mit Mansarddach, wohl 1820, im Kern ehemaliges Metzgerzunfthaus, 1487 erworben; 2009 aus der Denkmalliste ausgetragen                                                      |                | Gasthaus Schiff                               |
| Memmingen Zangmeisterstraße 9 (Standort)                                                                    | Giebelbau                                     | Bürgerhaus, dreigeschossiger Giebelbau, im Kern wohl 16. Jahrhundert; 2006 aus der Denkmalliste ausgetragen                                                                                           |                | BW                                            |
| Memmingen Zangmeisterstraße 12 (Standort)                                                                   | Zweiflügelanlage                              | unregelmäßiger Bau des 18. Jahrhunderts, wohl ehemals zum Palais Herman gehörig; 2006 aus der Denkmalliste ausgetragen                                                                                |                | BW                                            |
| Memmingen Zwinggasse 7 (Standort)                                                                           | Traufseithaus                                 | dreigeschossig, 16. Jahrhundert; 2006 aus der Denkmalliste ausgetragen |                | BW                                            |
| Amendingen nördlich des Ortes (Standort)                                                                    | Sühnekreuz                                    | Nagelfluh, 1475 errichtet | D-7-64-000-284 | Sühnekreuz                                    |
| Eisenburg Bergstraße 24 (Standort)                                                                          | Ehemaliges eisenburgisches Verwaltungsgebäude | Walmdachbau, spätes 18. Jahrhundert | D-7-64-000-295 | Ehemaliges eisenburgisches Verwaltungsgebäude |
| Eisenburg Im Wald nördlich des Ortes ()                                                                     | Grenzstein                                    | Wohl 18. Jahrhundert | D-7-64-000-298 |                                               |
| Ferthofen am Schönberg ()                                                                                   | Grenzstein                                    | Mit Wappen des Memminger Unterhospitals, wohl 18. Jahrhundert | D-7-64-000-303 | Grenzstein                                    |
| Steinheim Heimertinger Straße 20 (Standort)                                                                 | Ausleger                                      | Frühes 18. Jahrhundert | D-7-64-000-311 | BW                                            |
| Steinheim im Wald östlich des Ortes ()                                                                      | Grenzsteine                                   | Mit Doppelkreuz des Memminger Unterhospitals; wohl 18. Jahrhundert | D-7-64-000-316 |                                               |
| Volkratshofen ()                                                                                            | Steinkreuz                                    | Tuffstein, 1458 errichtet | D-7-64-000-319 |                                               |

## Abgegangene Baudenkmäler
In diesem Abschnitt sind Objekte aufgeführt, die früher einmal in der Denkmalliste eingetragen waren, jetzt aber nicht mehr existieren, z. B. weil sie abgebrochen wurden. Aktennummern in diesem Abschnitt sind ehemalige, jetzt nicht mehr gültige Aktennummern.

| Lage                                             | Objekt                     | Beschreibung | Akten-Nr.            | Bild           |
| ------------------------------------------------ | -------------------------- | --- | -------------------- | -------------- |
| Memmingen An der Hohen Wacht 2 (Standort)        | Ehemaliges Stadtbauernhaus | Zweigeschossiger Satteldachbau mit Stadelteil, im Kern 16./17. Jahrhundert; 2010 abgebrochen                                                                                        | D-7-64-000-332, -342 | BW             |
| Memmingen Baumstraße 3 (Standort)                | Gasthof zum Grünen Baum    | Dreigeschossiges Giebelhaus, 16./17. Jahrhundert; in den 1990er-Jahren abgebrochen                                                                                                  |                      | BW             |
| Memmingen Freudenthalstraße 41 (Standort)        | Gartenhaus                 | Mit Walmdach, Anfang 19. Jahrhundert; Anfang 2012 abgebrannt, Reste im April 2012 abgebrochen                                                                                       | D-7-64-000-33        | BW             |
| Memmingen Gerberplatz 2 (Standort)               | Bürgerhaus                 | Dreigeschossiger Giebelbau, 18. Jahrhundert, die Geschosse durch Mauerbänder geteilt, an den Kanten der Obergeschosse genutete Lisenen; 2010 abgebrochen                            |                      | BW             |
| Memmingen Gerberplatz 4 (Standort)               | Ehemaliges Stadtbauernhaus | Giebelbau, um 1530, Ziertürmchen über dem Giebel; abgebrochen |                      | BW             |
| Memmingen Herrenstraße 5 (Standort)              | Traufenhaus                | Dreigeschossig zu vier Achsen, 16./17. Jahrhundert, in der zweiten Achse ein Erker – durch Neubau ersetzt                                                                           |                      | BW             |
| Memmingen Herrenstraße 11 (Standort)             | Giebelhaus                 | Viergeschossig zu drei Achsen, wohl noch 15. Jahrhundert, das erste und zweite Giebelgeschoss über Konsolen vorkragend, korbbogiges Portal mit Eichenholztür – durch Neubau ersetzt |                      | BW             |
| Memmingen Im Klösterle 12 (Standort)             | Giebelhaus                 | Dreigeschossig, mit Gesimsgliederung, 16./17. Jahrhundert; Rückfront zur Oberen Bachgasse mit korbbogigem Eingang; abgebrochen, 2006 aus der Denkmalliste ausgetragen               |                      | BW             |
| Memmingen Kempter Straße 15 (Standort)           | Traufhaus                  | 16. Jahrhundert, mit vorkragendem Obergeschoss; abgebrochen, 1985 aus der Denkmalliste ausgetragen                                                                                  | D-7-64-000-          | BW             |
| Memmingen Kempter Straße 22 (Standort)           | Wohnhaus                   | Breitgelagerter, zweigeschossiger Satteldachbau mit rückwärtigem Halbwalm, im Kern 1398/99 (dendrologisch datiert), später verändert, 2016 abgebrochen                              | D-7-64-000-482       | BW             |
| Memmingen Kempter Straße 29 (Standort)           | Wohnhaus                   | Zweigeschossiger Satteldachbau, im Kern 1396 (dendrochronologisch datiert), später verändert                                                                                        | D-7-64-000-388       | BW             |
| Memmingen Lindentorstraße 3 (Standort)           | Giebelhaus                 | Mit dreigeschossigem Giebel und Gesimsgliederung, 17./18. Jahrhundert | D-7-64-000-144       | BW             |
| Memmingen Rosengasse 9 (Standort)                | Giebelhaus                 | 15./16. Jahrhundert, Obergeschoss stark vorkragend | D-7-64-000-186       | BW             |
| Memmingen Rosengasse 11 a, 11 b, 11 c (Standort) | Giebelhaus                 | Mit korbbogigen Giebelöffnungen, wohl 17. Jahrhundert; 2014 aus der Denkmalliste ausgetragen; 2014 abgebrochen                                                                      | D-7-64-000-187       | Giebelhaus     |
| Memmingen Schrannenplatz 4 (Standort)            | Gasthaus zum Raben         | Eckhaus des 16./17. Jahrhunderts, mit geschweiftem Giebel um 1800, 2013 durch Brand zerstört und durch Neubau in Anlehnung an den Vorgängerbau ersetzt.                             | D-7-64-000-201       | weitere Bilder |
| Memmingen Schwesterstraße 31 (Standort)          | Traufseithaus              | Zweites Obergeschoss vorkragend, Fachwerk unter Putz, im Kern 17./18. Jahrhundert; abgebrochen, 2006 aus der Denkmalliste ausgetragen                                               |                      | BW             |
| Memmingen Weberstraße 20 (Standort)              | Wohnhaus                   | Zweigeschossiger Satteldachbau, im Kern 1421/22 (dendrochronologisch datiert), später verändert                                                                                     | D-7-64-000-478       | BW             |
| Memmingen Weberstraße 44 (Standort)              | Ehemaliges Weberhaus       | Giebelbau, vorkragendes Obergeschoss verputztes Fachwerk, im Kern wohl 18. Jahrhundert                                                                                              | D-7-64-000-240       | BW             |
| Amendingen Untere Straße 33 (Standort)           | Spitalmühle                | Satteldachbau, Dach an der Nordseite abgewalmt, bezeichnet 1738 und 1862; 2022 abgebrochen.                                                                                         | D-7-64-000-283       | Spitalmühle    |
| Hart Hart 44 (Standort)                          | Bauernhaus                 | Bauernhaus, Mittertennbau, bezeichnet durch Knechtsinschrift 1740; am 11. Mai 2016 durch Brand zerstört.                                                                            | D-7-64-000-305       | Bauernhaus     |